# Airbus A350
Der Airbus A350 ist ein zweistrahliges Langstrecken-Großraumflugzeug des europäischen Flugzeugherstellers Airbus. Es ist das Verkehrsflugzeug mit dem höchsten Anteil an Kohlenstofffaserverbundwerkstoffen in Rumpf- und Tragflächenstruktur. Als Konkurrenztyp zur Boeing 787 und 777-8/777-9 entwickelt, tritt er die Nachfolge des Airbus A340 an.
Er hat zwei Turbofan-Triebwerke mit hohem Nebenstromverhältnis und ein Zweipersonencockpit.
Der Jungfernflug der A350 fand am 14. Juni 2013 in Toulouse statt. Qatar Airways erhielt am 22. Dezember 2014 die erste A350-900 und die erste A350-1000 am 20. Februar 2018. Bisher (Stand 31. Juli 2025) sind 669 der 1428 bestellten Flugzeuge ausgeliefert.

## Entwicklung

### Anfänge
Der ursprüngliche Entwurf aus dem Jahre 2004 sah eine modernisierte Version des Airbus A330 vor. Die ersten konzipierten Varianten A350-800 und -900 entsprachen in ihrer Größe etwa den Airbus-Typen A330/A340-200/300. Der Erstflug war für 2009, die Indienststellung 2011 geplant. Zum Zeitpunkt des Projektstarts lagen 140 feste Kaufzusagen (Orders & Commitments) vor.
Als Reaktion auf die durch den Boeing-787-Programmbeginn gestartete Marktdynamik wurde das ursprüngliche A350-Konzept im Laufe des Jahres 2005 abgewandelt. Der überarbeitete Entwurf unterschied sich in 90 Prozent der Bauteile von der A330, bei allerdings gleicher Flügelform und gleichem Rumpfquerschnitt. Die Cockpitinstrumentierung orientierte sich am Airbus A380. Das neue Konzept ergänzten aerodynamische Verbesserungen, größere Kabinenfenster und ein größerer Anteil von Aluminium-Lithium-Legierungen und Metall-Verbundwerkstoffen wie glasfaserverstärktes Aluminium (Glare). Gegenüber den vom Konkurrenten Boeing bevorzugten kohlenstofffaserverstärkten Kunststoffteilen (CFK) sollte so eine einfachere Wartung bei ähnlicher Masseeinsparung in der Struktur erreicht werden. Bis Ende des Jahres 2005 wurde auch die Bugsektion weitgehend neu gestaltet. Die Tragflächen sollten wie beim Militärtransporter Airbus A400M vollständig aus CFK gefertigt werden. Das garantierte eine höhere Steifigkeit bei im Vergleich zur ursprünglichen Konstruktion 4,5 t weniger Strukturgewicht. Die glatte Flügeloberfläche sorgte für weniger Verwirbelungen. Da etwa 60 Prozent der Leermasse des Flugzeugs auf Rumpf und Flügel entfielen, konnte diese um 10 t gegenüber der A330 gesenkt werden. Airbus versprach sich bei der A350-900 Treibstoffeinsparungen von einem Viertel gegenüber der Boeing 787. Auch sollte die Maschine nur halb so laut sein wie „konkurrierende in Produktion befindliche Modelle“ (Boeing 777-200ER).
Als Antrieb waren die Turbofan-Triebwerke General Electric GEnx 1A und Rolls-Royce Trent 1711 vorgesehen. Beides sind Modifikationen der für die Boeing 787 entwickelten Triebwerke, unter anderem mit der Möglichkeit der Zapfluft-(Bleed Air)Entnahme.
Die Entwicklungskosten der A350 wurden Ende 2005 mit etwa 4,5 Milliarden Euro angegeben.

#### Technische Daten des ursprünglichen Entwurfs
| Kenngröße                  | A350-800                                             | A350-900                                             |
| -------------------------- | ---------------------------------------------------- | ---------------------------------------------------- |
| Länge                      | 58,8 m                                               | 65,26 m                                              |
| Spannweite                 | 61,1 m                                               | 64,75 m                                              |
| Höhe                       | 17,4 m                                               | 17,05 m                                              |
| Rumpfdurchmesser           | 5,64 m                                               | 5,64 m                                               |
| max. Kabinenbreite         | 5,28 m                                               | 5,28 m                                               |
| Flügelfläche               | 362 m²                                               | 442,9 m²                                             |
| Flügelpfeilung (t/4-Linie) | 30°                                                  | 31,9°                                                |
| Leermasse                  | 124.100 kg                                           | 130.700 kg                                           |
| max. Startmasse            | 245.000 kg                                           | 268.000 kg                                           |
| Passagierkapazität         | 253 (3 Klassen)                                      | 300 (3 Klassen)                                      |
| max. Frachtkapazität       | 26 LD3                                               | 36 LD3                                               |
| Triebwerkstypen            | 2 × Rolls-Royce Trent oder 2 × General Electric GEnx | 2 × Rolls-Royce Trent oder 2 × General Electric GEnx |
| Schubkraft                 | 2 × 280 bis 334 kN                                   | 2 × 280 bis 334 kN                                   |
| Höchstgeschwindigkeit      | Mach 0,86                                            | Mach 0,86                                            |
| Reisegeschwindigkeit       | Mach 0,85 in 11.000 m Flughöhe                       | Mach 0,85 in 11.000 m Flughöhe                       |
| Reichweite                 | 16.300 km                                            | 13.890 km                                            |

#### Kritik und Weiterentwicklung des Konzepts
Anfang April 2006 forderte der Gründer der Leasinggesellschaft ILFC Steven F. Udvar-Házy auf einer Luftfahrtkonferenz in Orlando, anstelle einer A330-Weiterentwicklung einen komplett neuen Typ als Grundlage einer neuen Flugzeugfamilie zu bauen, mit der auch die im November 2011 eingestellte A340 abgelöst werden könne. Ähnlich äußerte sich Chew Choon Seng als Chef von Singapore Airlines wenig später. Der seit der A300 unveränderte und gegenüber der Boeing 787 zehn Zentimeter schmalere Rumpfquerschnitt böte geringere Sitzplatzkapazität und weniger Komfort als die Konkurrenz. Nach weiteren kritischen Stimmen potentieller Kunden wurde Anfang Mai 2006 bekannt, dass Airbus nunmehr „radikale Änderungen“ des bisherigen A350-Entwurfs plane. Vorgesehen seien nun unter anderem ein breiterer Rumpf, vollständig aus Verbundwerkstoffen gefertigte Flügel, eine höhere Reisegeschwindigkeit sowie leistungsfähigere Triebwerke. Zudem solle die A350-Baureihe nicht – wie zunächst geplant – aus zwei, sondern aus drei Versionen mit 250 bis 350 Sitzplätzen bestehen. Die A350-1000 als größte Variante werde in Konkurrenz zur Boeing 777-300ER stehen, zirka 20 Prozent weniger Treibstoff verbrauchen und die wenig erfolgreiche A340-600 ablösen. Der Airbus-Chef Humbert bestätigte am 17. Mai 2006 auf der Luftfahrtmesse ILA in Berlin, dass man die Boeing 787 unterschätzt habe und mittlerweile „einige substanzielle Änderungen“ an der A350 vorgesehen seien. Diese würden mit den bisherigen Kunden und den Airbus-Eigentümern besprochen, und die endgültige Entscheidung würde bis zum Sommer 2006 bekanntgegeben.

### Überarbeiteter Entwurf, 2006 (XWB)
Auf der Luftfahrtmesse in Farnborough kündigten am 17. Juli 2006 der neue Airbus-Chef Christian Streiff und der Verkaufsmanager John Leahy an, dass anstelle des bisherigen A350-Entwurfs ein vollständig neues Flugzeug als A350 XWB (eXtra Wide Body – besonders breiter Rumpf) entwickelt werde. Mit bestehenden Kunden der ursprünglichen A350 würde darüber verhandelt, ihre Bestellung in A350 XWB umzuwandeln.

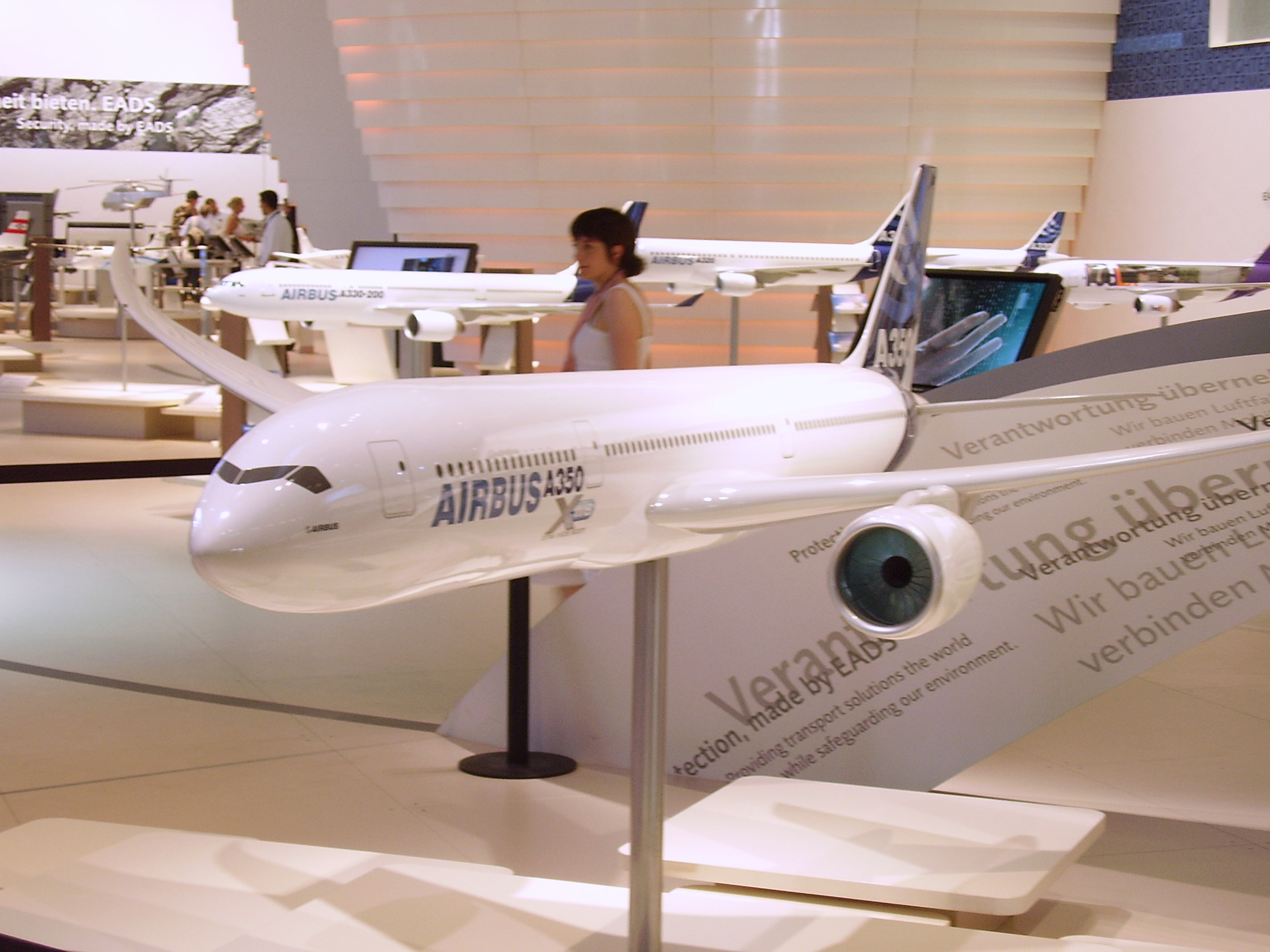
Modell des Airbus A350 XWB, ILA 2008

Als Entwicklungskosten wurden nun 7,9 gegenüber 4,5 Milliarden Euro für die ursprüngliche A350 genannt. Der auf der Messe vorgestellte Entwurf enthielt noch einen in weiten Teilen auf Aluminium-Lithium-Legierungen basierenden Rumpf, während die neu konstruierte Tragfläche vollständig aus kohlenstofffaserverstärktem Kunststoff gefertigt werden sollte. Berichte, dass potentiellen A350-Kunden das Konzept der konventionell durch Nieten verbundenen Rumpfpaneele nicht gefalle, da bei einer Rumpfkonstruktion aus CFK-Röhren weniger Wartungsaufwand zu erwarten sei, wurden am 30. Mai 2007, anlässlich der Bestellung von 80 A350-Maschinen von Qatar Airways, von Airbus-Chef Louis Gallois dementiert.
Wegen Lieferverzögerungen im A380-Programm wurde die Entscheidung zum offiziellen Start des A350-XWB-Programms – der „Industrial Launch“ – mehrfach verschoben. Hinzu kam, dass eine Projektfinanzierung ohne Staatsbeihilfen aufgestellt werden musste, um weitere WTO-Konflikte mit den Vereinigten Staaten zu vermeiden. Erstmals in der Geschichte von Airbus sollten mindestens 10 Prozent der auf 10 Milliarden Euro geschätzten Entwicklungskosten von Risk-Sharing-Partnern übernommen werden. Der EADS-Aufsichtsrat erteilte schließlich am 1. Dezember 2006 die Genehmigung zur Entwicklung und Vermarktung des neuen Flugzeugtyps. Bereits vor der Entscheidung zum Bau der A350 XWB erschienene Presseberichte, nach denen der Rumpf vollständig aus Kohlenstofffaser-Verbundwerkstoffen bestehen werde, bestätigte Airbus nach der Entscheidung indirekt.
Durch die vollständig neue Entwicklung verschoben sich die Termine für Erstflug und Indienststellung. Im Juli 2006 wurde der Erstflug der A350-900 für Mitte 2011 angekündigt, die Indienststellung Mitte 2012, beides wäre etwa ein Jahr später als ursprünglich geplant gewesen. Die Indienststellung der A350-800 war für das erste Quartal 2013, die der A350-1000 für das erste Quartal 2014 vorgesehen. Die A350-900R und -900F sollten etwa ein weiteres Jahr später folgen. Am 28. Februar 2007 gab Airbus an, dass die Endmontage der A350 in Toulouse erfolgen werde. Die zuerst ausgelieferte Variante werde nicht mehr die A350-800, sondern die größere A350-900 sein.
Eine ETOPS-420-Zulassung strebt Airbus für die A350 nicht mehr an, da sich alle relevanten Flugverbindungen mit der ETOPS-370-Zulassung realisieren ließen, die der Flugzeugtyp bereits im Oktober 2014 erhielt.

### Testprogramm

#### Erstflug

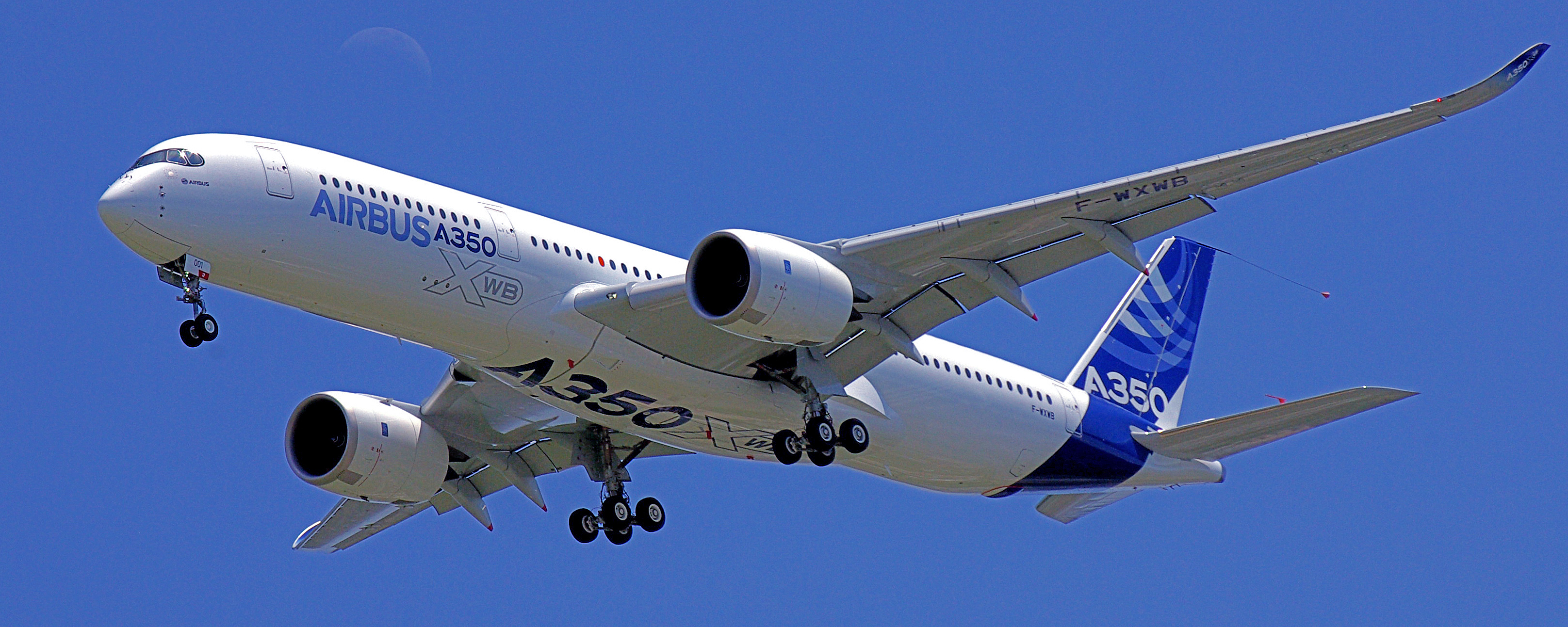
MSN001 beim Erstflug am 14. Juni 2013 über Toulouse

Der Erstflug der A350-941 mit der Seriennummer (Manufacturer Serial Number) MSN001 und dem Kennzeichen F-WXWB fand am 14. Juni 2013 vor tausenden Zuschauern in Toulouse statt. Mit einer Abflugmasse von 221 Tonnen, angetrieben von Rolls-Royce Trent XWB-Triebwerken, kreiste die A350 nach dem Start von der Piste 32L um 10:00 Uhr während der ersten Erprobungsphase mit ausgefahrenem Fahrwerk in der Nähe von Toulouse. Nach etwa einer halben Stunde wurde das Fahrgestell eingefahren und die Flugerprobung über Südfrankreich fortgesetzt. Dabei flog die A350 zwischen Pyrenäen, südlichem Zentralmassiv, Carcassonne und Les Landes mehrere Schleifen und landete um 14:05 Uhr wieder auf der Piste 32L. Während des vierstündigen Fluges wurden alle Manöver der Maschine von einem begleitenden Flugzeug beobachtet und gefilmt. An Bord der A350 aufgenommene Testdaten wurden via Satellit direkt in das Airbus-Testzentrum in Toulouse übertragen.
Durchgeführt wurde der Erstflug von einer sechsköpfigen Besatzung der in Toulouse stationierten Testflugstaffel. Hierbei teilten sich Flugkapitän Peter Chandler, Chef-Testpilot von Airbus und Kapitän Guy Magrin, Project Pilot für die A350 XWB das Kommando während des Erstfluges. Ebenfalls im Cockpit war Pascal Verneau (Flugingenieur des A350 XWB-Projektes, „dritter Mann“ im Cockpit). Fernando Alonso, Direktor der Abteilung für Flugtests, war der verantwortliche Versuchsingenieur für die Flugsteuerung und die Flugzeugstruktur. Zudem waren noch Patrick du Ché (Systeme) und Emanuele Costanzo (Triebwerke) als Testflugingenieure an Bord des Flugzeuges. Wie bei Erstflügen üblich, trug die Besatzung Fallschirme.

#### Flugerprobung
Das Testprogramm umfasste etwa 2500 Flugstunden, von denen bis Mitte Juni 2014 bereits 2000 h bei mehr als 500 Flügen absolviert waren. Mit MSN001 wurden unter anderem Tests zur Mindestabhebegeschwindigkeit (Minimum unstick speed) bei maximaler Abflugmasse auf dem Flughafen Châlons Vatry durchgeführt. Seit 14. Oktober 2013 führte auch MSN003 Testflüge durch, die Seriennummer MSN002 wurde mit einer kompletten Innenausstattung versehen. Im Januar 2014 absolvierte MSN003 die für die Zulassung erforderlichen Höhen- und Kältetests. Am 26. Februar stießen MSN002 und MSN004 zur Testflotte. Im Mai 2014 absolvierte MSN004 erfolgreich die sogenannten Wasseraufnahme-Tests, bei denen das Verhalten des Flugzeugs in nasser Umgebung, etwa bei Regen, getestet wird. Mit dem Erstflug der F-WWYB (MSN005) am 20. Juni 2014 befanden sich alle fünf Prototypen im Testflugbetrieb. Aufgaben der MSN005 waren unter anderem die ETOPS-Zulassung und Streckenerprobungsflüge, daher wurde das Flugzeug mit einer vollständigen Kabinenausstattung ausgerüstet. Die Erprobungsflüge konnten am 19. Juli 2014 auf dem Militärflughafen Istres mit einem erfolgreichen Startabbruchtest bei maximal zulässiger Abflugmasse abgeschlossen werden.

Die fünf bei der Flugerprobung eingesetzten A350-900 Prototypen
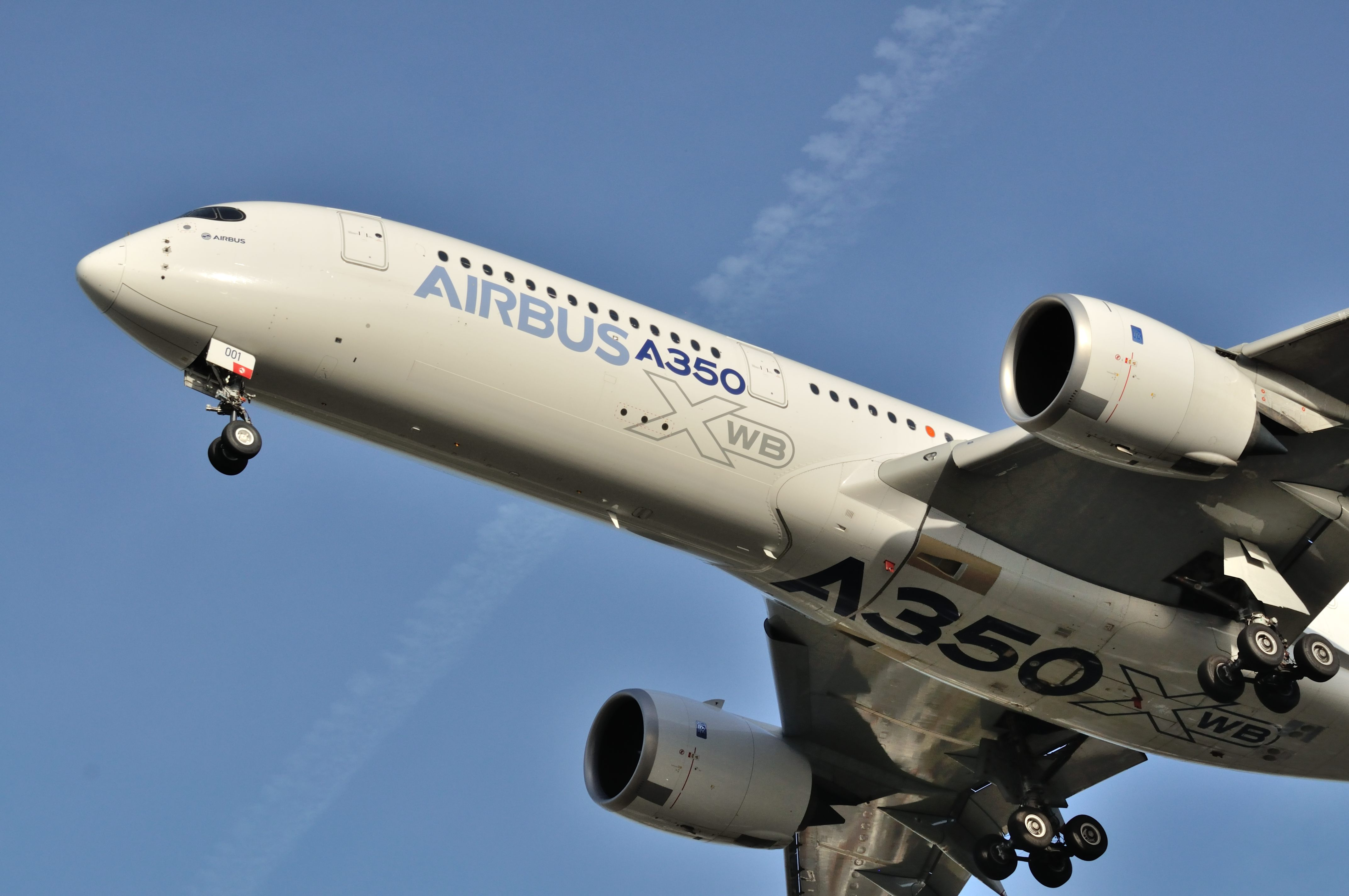
MSN001
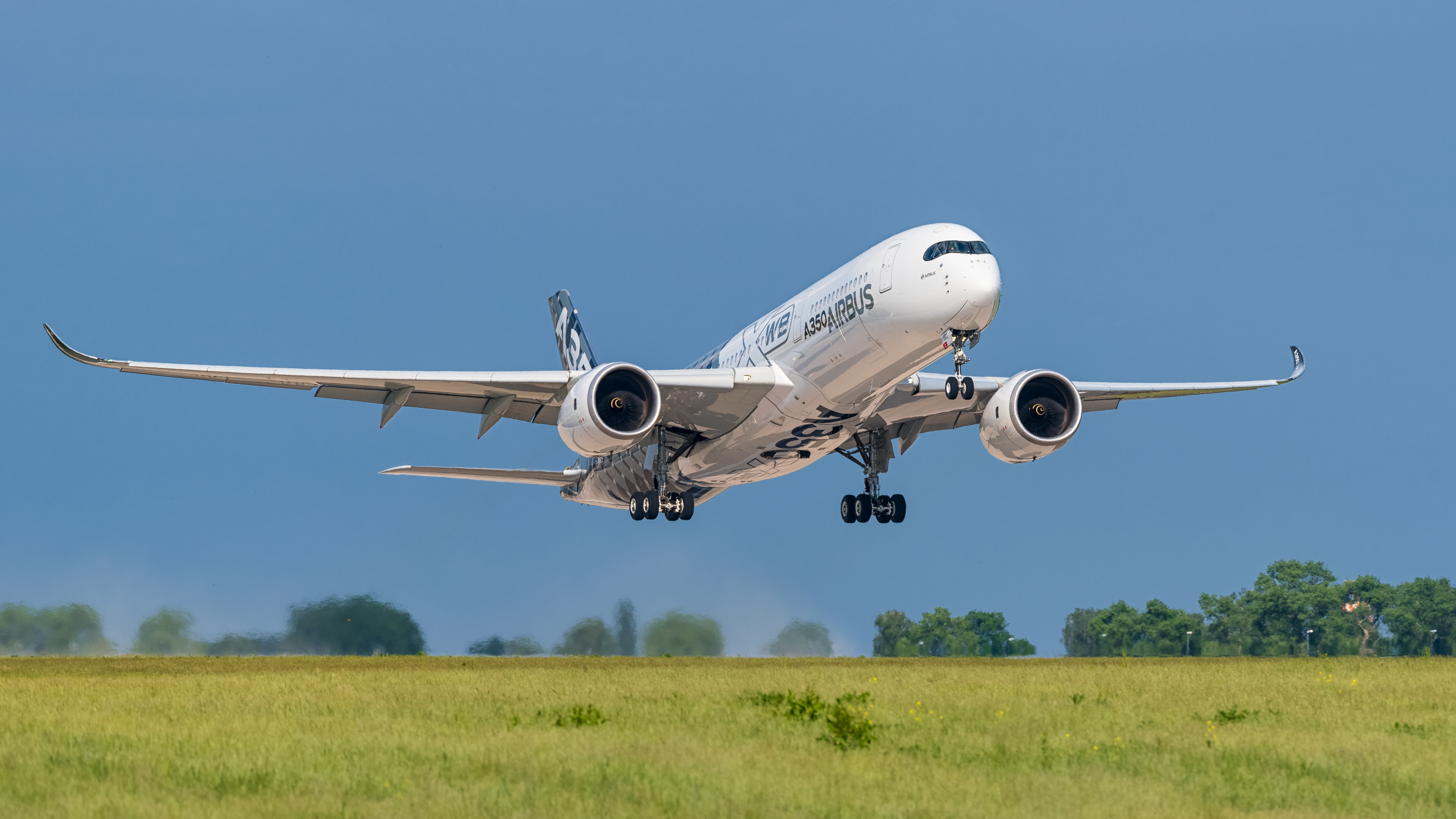
MSN002
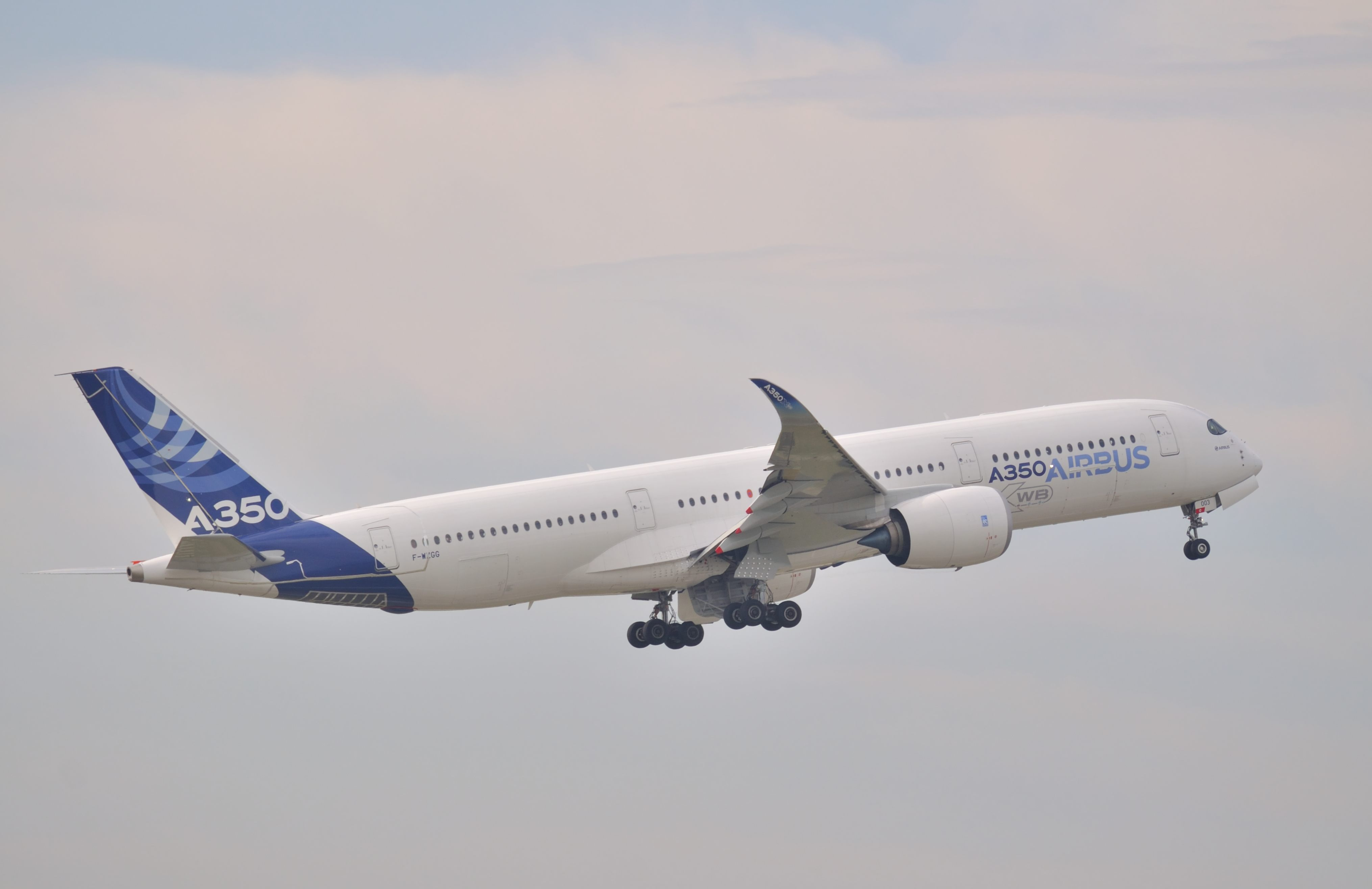
MSN003
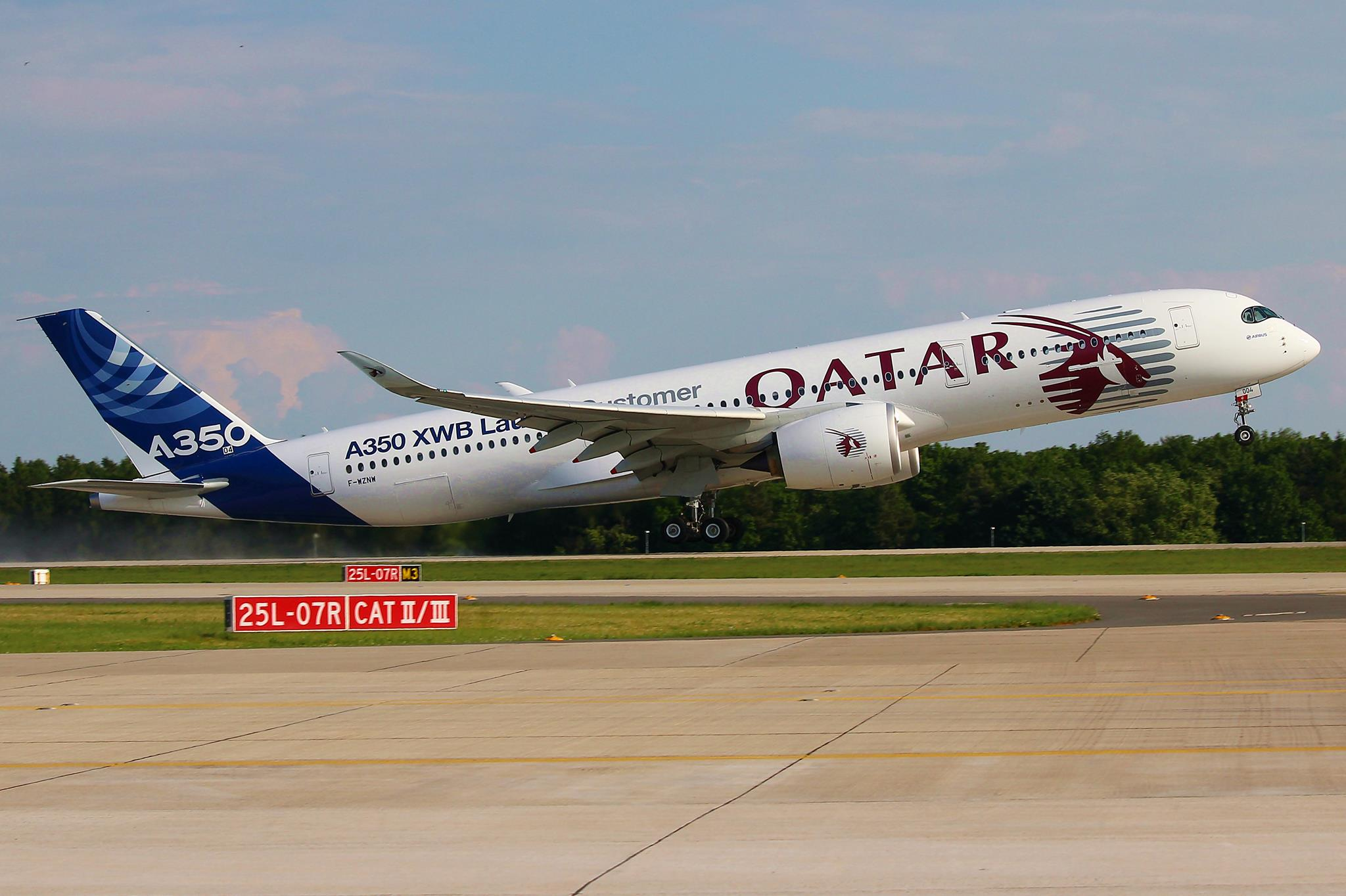
MSN004
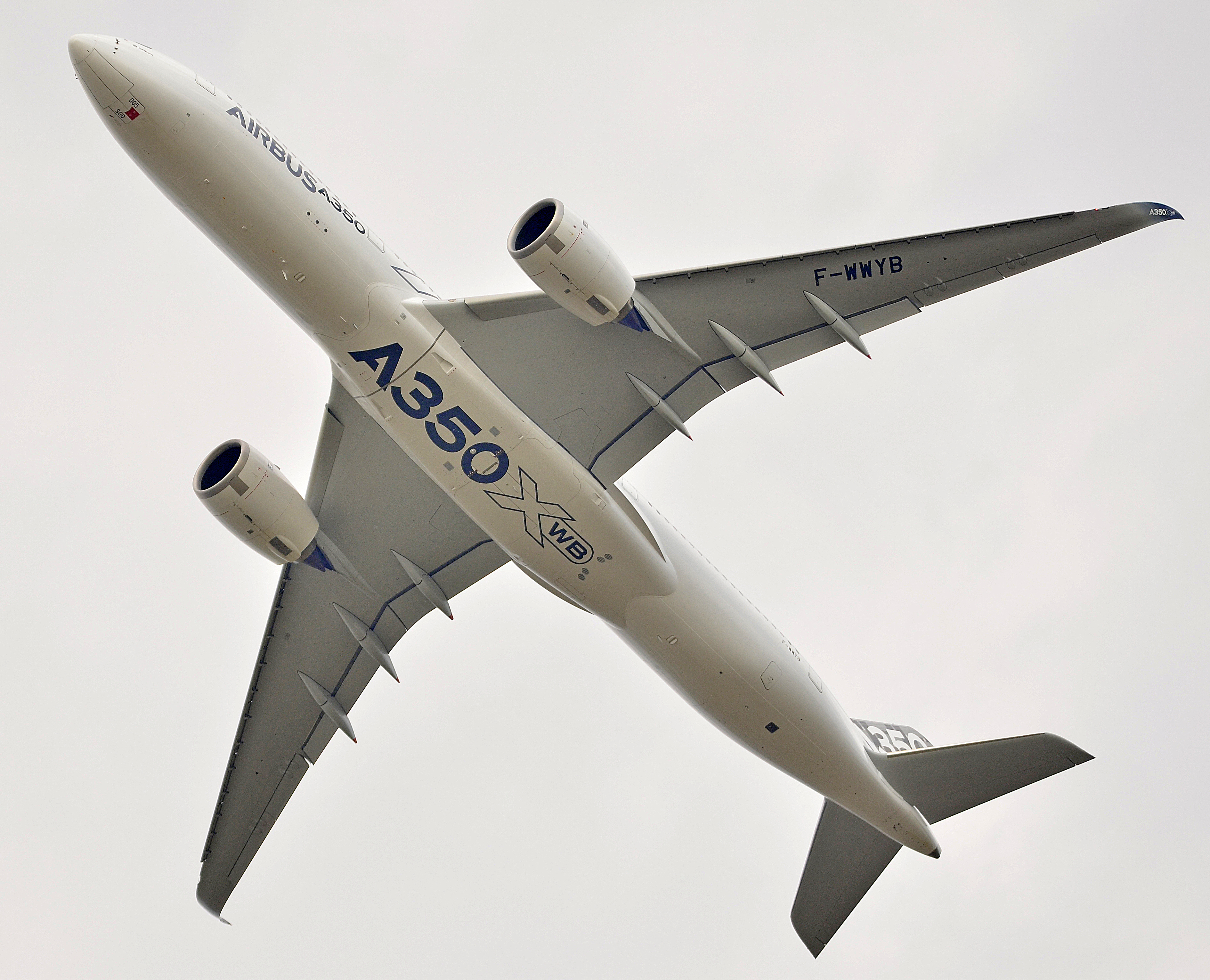
MSN005

#### Langstreckenerprobungsflüge
Im Februar 2014 starteten Flüge zum Nachweis der Langstrecken- und Flughafentauglichkeit. Nachdem das Flugzeug in Doha dem Erstkunden Qatar Airways vorgestellt worden war, nahm die A350 am 11. und 12. Februar 2014 an der Singapore Airshow teil. Vom 2. bis 4. Juni 2014 wurden erstmals Flüge mit Passagieren durchgeführt. Die Tickets für zwei Early Long Flights (ELF) mit der mit 252 Sitzen ausgestatteten Maschine wurden unter rund 50.000 weltweit beschäftigten Airbus-Mitarbeitern verlost. Ziel der ELF war es, den Komfort an Bord sowie das einwandfreie Funktionieren von Klimaanlage, Bordküchen, Beleuchtung, Toiletten und der Unterhaltungselektronik unter realen Einsatzbedingungen zu testen. Daher befanden sich zur direkten Analyse auftretender Probleme 30 Experten unter den Passagieren. Das Kabinenpersonal stellten Lufthansa und Air France, um so Erfahrungen im operativen Kabinenbetrieb sammeln zu können.
Am 24. Juli 2014 startete die MSN005 zu einer zweiten – diesmal dreiwöchigen – Testflugserie mit Passagieren. Die erste Reise führte von Toulouse über Iqaluit, Frankfurt zurück nach Toulouse. Die zweite Etappe bestand aus den Zielen Singapur und Hongkong, in der dritten Etappe wurden Johannesburg, Sydney, Auckland, Santiago de Chile und São Paulo angeflogen. Zuletzt flog das Testflugzeug Doha, Perth, Moskau und Helsinki an. Ausgestattet war das Flugzeug mit 42 Business-Class- und 223 Economy-Class-Sitzplätzen.

#### Abschluss der Flugerprobung

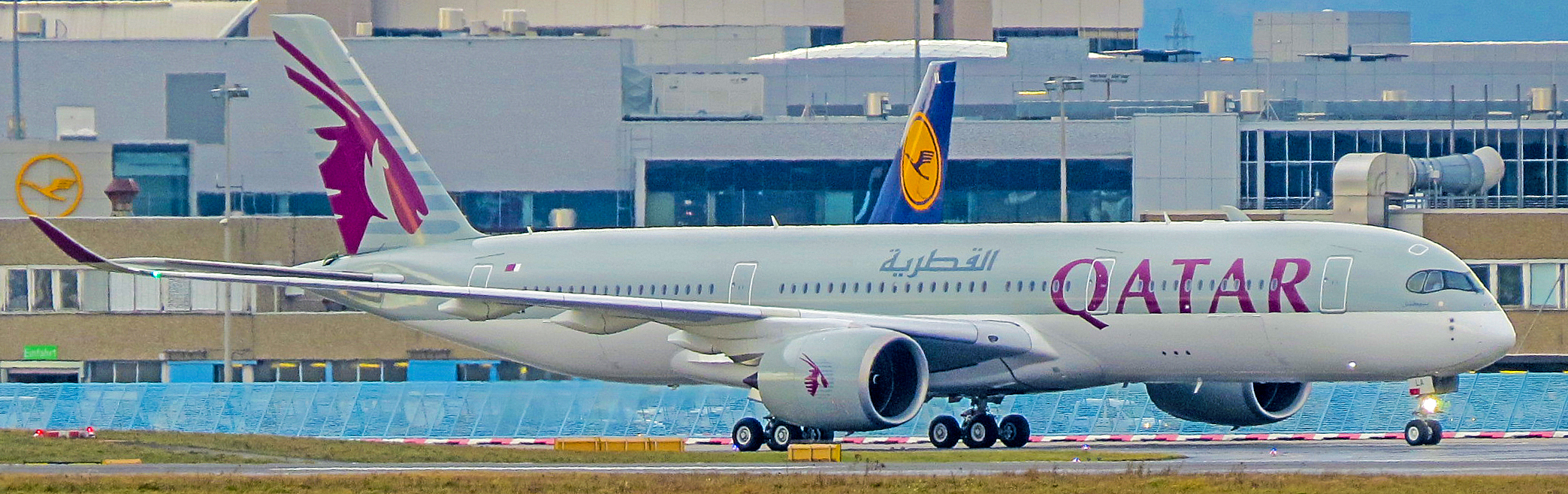
Airbus A350-941 der Qatar Airways während des ersten kommerziellen Einsatzes in Frankfurt

Am 30. September 2014 erhielt die A350-941 (Triebwerk: Rolls-Royce Trent XWB-84) als erste A350-Variante die behördliche Musterzulassung durch die Europäische Agentur für Flugsicherheit (EASA). Zu diesem Zeitpunkt waren mit allen Testflugzeugen mehr als 2600 Flugstunden absolviert. Die Musterzulassung der US-amerikanischen Federal Aviation Administration (FAA) folgte am 12. November 2014.
Die Erstauslieferung fand am 22. Dezember 2014 mit der Übergabe der MSN006 an Qatar Airways statt.

#### Testflugzeuge
Aufgelistet sind sowohl Maschinen, die Airbus zur Flugerprobung nutzt(e), als auch Strukturtestzellen für Belastungsversuche am Boden.
| MSN1 | Reg                          | Erstflug                     | Typ 2     | Triebwerke               | Ausstattung bei Airbus                                | Anmerkungen | Status                                                 |
| ---- | ---------------------------- | ---------------------------- | --------- | ------------------------ | ----------------------------------------------------- | --- | ------------------------------------------------------ |
| 001  | F-WXWB                       | 14.06.2013                   | A350-941  | Rolls-Royce Trent XWB-84 | Wassertanks                                           | erstes Testflugzeug | aktiv                                                  |
| 002  | F-WWCF                       | 26.02.2014                   | A350-941  | Rolls-Royce Trent XWB-84 | vollständige Kabinenausstattung                       | „Carbon“-Bemalung; führte Early Long Flights (ELF) durch                                                                  | aktiv                                                  |
| 003  | F-WZGG                       | 14.10.2013                   | A350-941  | Rolls-Royce Trent XWB-84 | Wassertanks                                           | Höhen-, Kälte- und Hitzetests                                                                                             | abgestellt in Toulouse (für Museum)                    |
| 004  | F-WZNW                       | 26.02.2014                   | A350-941  | Rolls-Royce Trent XWB-84 | Kabinenausstattung                                    | „Launch-Customer“ (Qatar Airways/Airbus)-Bemalung; Tests für Innenbeleuchtung und der Lärmbelastung, Wasseraufnahme-Tests | abgestellt in Lourdes                                  |
| 005  | F-HREU zuvor F-WWYB          | 20.06.2014                   | A350-941  | Rolls-Royce Trent XWB-84 | zweites Flugzeug mit vollständiger Kabinenausstattung | ETOPS-Zulassung und Streckenerprobungsflüge                                                                               | an French Bee verkauft (Auslieferung am 30. Juni 2017) |
| 059  | F-WMIL                       | 24.11.2016                   | A350-1041 | Rolls-Royce Trent XWB-97 | Test Equipment / Wassertanks                          | erste A350-1000 | aktiv                                                  |
| 065  | F-WLXV                       | 07.02.2017                   | A350-1041 | Rolls-Royce Trent XWB-97 | Kabinenausstattung                                    | „Carbon“-Bemalung; Streckenerprobungsflüge                                                                                | verkauft an Air Caraïbes                               |
| 071  | F-WWXL                       | 10.01.2017                   | A350-1041 | Rolls-Royce Trent XWB-97 |                                                       | Höhen-, Kälte- und Hitzetests                                                                                             | verkauft an Virgin Atlantic Airways                    |
| 5000 | Struktur-Testzellen am Boden | Struktur-Testzellen am Boden | A350-900  | ohne                     | statische Testzelle                                   | Zelle für statische Tests, Toulouse                                                                                       |                                                        |
| 5008 | Struktur-Testzellen am Boden | Struktur-Testzellen am Boden | A350-900  | ohne                     |                                                       | Dauerbelastungsversuch EF-1, Toulouse                                                                                     |                                                        |
| 5009 | Struktur-Testzellen am Boden | Struktur-Testzellen am Boden | A350-900  | ohne                     | dynamische Testzelle                                  | Gesamtzellen-Dauerbelastungsversuch EF-2 bei IABG in Erding                                                               |                                                        |
| 5010 | Struktur-Testzellen am Boden | Struktur-Testzellen am Boden | A350-900  | ohne                     |                                                       | Dauerbelastungsversuch EF-3, Hamburg                                                                                      |                                                        |
| 5011 | Attrappe am Boden            | Attrappe am Boden            | A350      | ohne                     |                                                       | Cockpit- und Kabinen-Attrappe                                                                                             |                                                        |

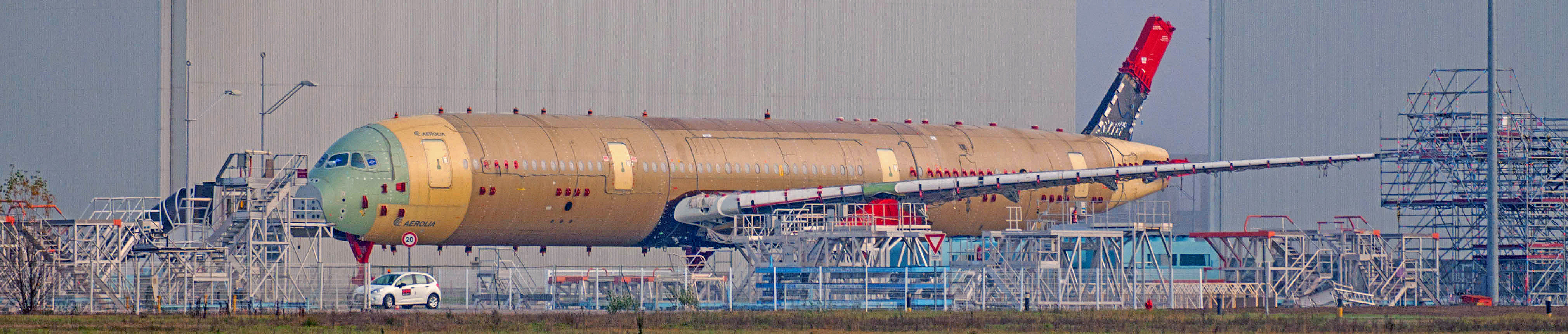
Die Zelle MSN5000 der A350-900 für statische Belastungstests Ende 2014 in Toulouse

1 Manufacturer Serial Number: Hersteller-Seriennummer

2 Die zwei letzten Ziffern der Flugzeugtypbezeichnung stehen für den Hersteller und Typ des Triebwerks (Strukturtestzellen sind nicht mit Triebwerken ausgerüstet).

## Verbesserungen

### Größere Sharklets (2018)
Bei der Entwicklung der A320neo-Familie wurden neben neuen Triebwerke auch andere Neuerungen getestet. Dazu zählte eine neue Wingletform, die den Treibstoffverbrauch um bis zu vier Prozent senkt und ab 2017 in andere Modelle integriert wurde. Diese „Sharklets“ (Bezeichnung der Bauform von Airbus) sind etwa einen halben Meter höher als die bisherigen Winglets und vergrößern die Spannweite (bei der A330neo) um 30 cm. Der erste Einsatz erfolgte an den A350-900ULR für Singapore Airlines. Ab 2018 erhielten auch die anderen Varianten der A350 die neuen Winglets.

### Breitere Kabinen (2022)
2022 stellte Airbus aus Anlass der 500. Auslieferung einer A350 einen neuen Entwicklungsschritt der A350 vor. Durch optimierte Produktionsprozesse wird die nutzbare Kabinenfläche um 4 Zoll / 10 cm breiter und um 34 Zoll / 86 cm länger. Dies wird auch durch den Einsatz neuer Materialien für den Rumpf erreicht (NPS – New Production Standard). Zeitgleich sinkt das Leergewicht um 1,2 Tonnen. Das zulässige Maximalgewicht steigt um 3 Tonnen. Dadurch wird je nach Kundenwunsch eine größere Sitzplatzzahl oder mehr Komfort, bzw. eine größere Zuladung oder Reichweite erreicht.
Die breiteren NPS-Kabinen, mit nun 5,71 m auf Höhe der Armlehnen, erlauben eine 3+4+3 Bestuhlung, wenn Sitze mit weniger als 17 Zoll Breite verwendet werden, was bei den meisten Fluggesellschaften allerdings nicht gewünscht ist. Die zeitgleiche Verlängerung der Kabinen, zusammen mit neuen Optionen für die Küchen und Waschräume, erlaubt jedoch auch mehr Sitzreihen. Die erhöhte Kapazität beendete die Nachfrage nach A380neo sowie einer nochmals verlängerten Version des A350, die seit 2016 unter A350-1100 diskutiert wurde.

### Neue Triebwerke (A350neo)
Neue Triebwerke befinden sich im Stadium von Vorgesprächen mit Herstellern und Kunden. Im November 2019 wurde bekannt, dass General Electric eine Weiterentwicklung der General Electric GEnx angeboten hat. Auf der Airbus-Seite dementierte Guillaume Faury umgehend, dass es aktuelle Planungen für neue Triebwerke gibt. Die Entwicklung der Trent XWB sei nicht mal zehn Jahre alt und die Triebwerke weiterhin effizient genug, sagte der Airbus-Manager Florent Massou dit Laberquere auf der Paris Air Show im Juni 2023. Allerdings könnte das UltraFan-Programm von Rolls-Royce in einigen Jahren zum Einsatz kommen. Kurz zuvor im Mai 2023 hatte Rolls-Royce einen erfolgreichen Testlauf eines UltraFan-Demonstrators durchgeführt, der zehn Prozent Einsparungen gegenüber dem bisherigen Trent XWB verspricht, und sieht damit einen möglichen Einsatz etwa ab dem Jahr 2035.
Einige der UltraFan-Technologien sollen jedoch zusätzlich zu anderen Verbesserungen in den Jahren 2025–2027 in die Trent XWB Triebwerke übernommen werden, um die insbesondere für klimatisch anspruchsvolle Länder am Persischen Golf kommerziell wichtige, dort relativ kurze „time on wing“ zu verbessern.
Seitenleitwerk (Vertical Tail Plane - VTP):
Der A350 ist das erste Flugzeugmodell von Airbus, bei dem im Gegensatz zu einer Bolzenverbindung bei allen anderen Modellen und Modellfamilien, das VTP mit einer Nietveverbindungan den Rumpf verbunden ist.

## Konstruktion und Technik

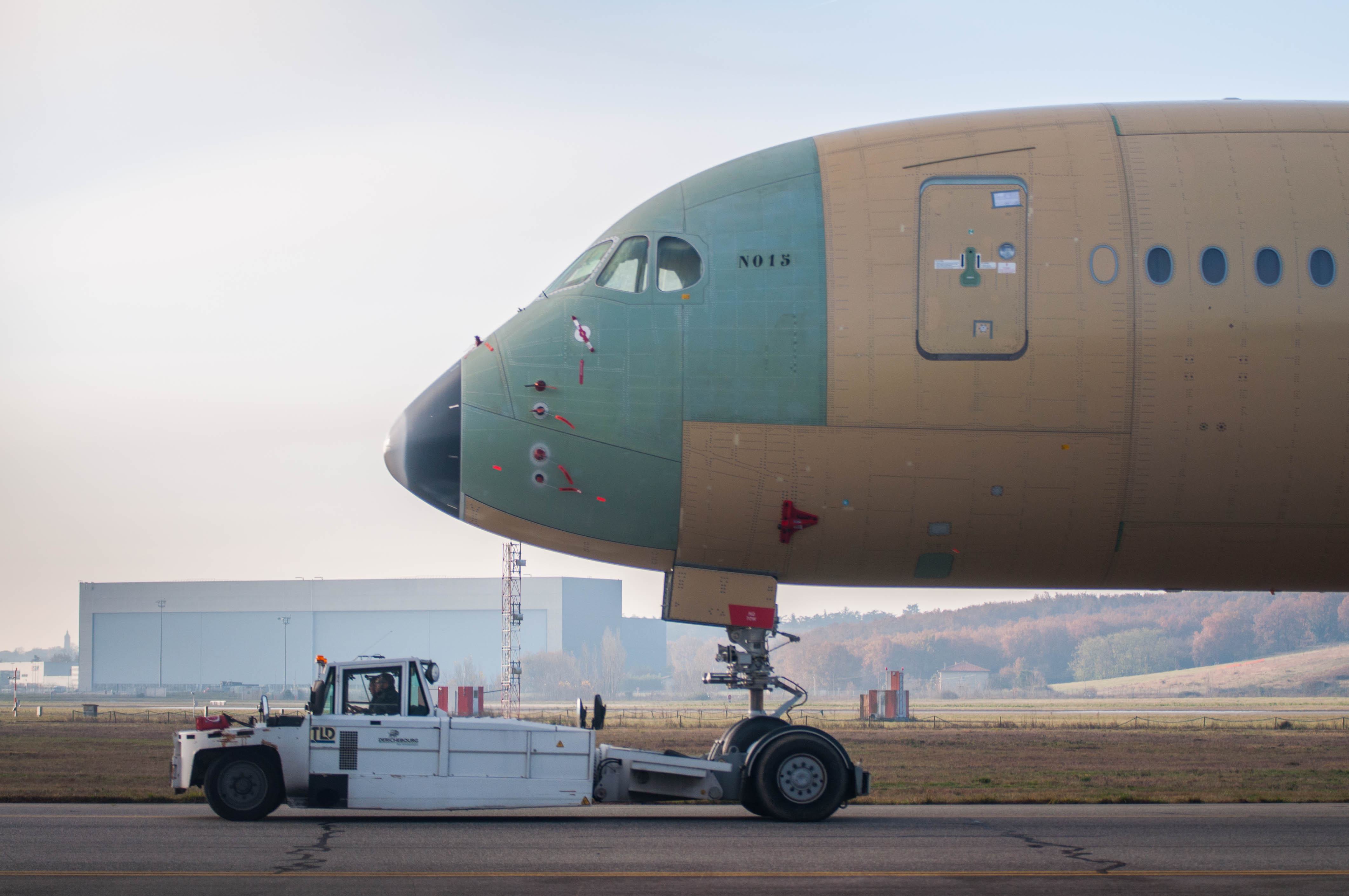
Bugsektion, MSN015, Dez. 2014

Die A350 XWB hat einen vollständig neuen und breiteren Rumpf, neue Hochgeschwindigkeitsflügel und neu entwickelte Triebwerke, mit denen sie pro Sitz etwa zwei Prozent effizienter als die Boeing 787 und bis zu 25 Prozent effizienter als die Boeing 777 sein soll. Die direkten Betriebskosten sollen nach Airbus-Angaben zirka zehn Prozent unter denen der Boeing 787 und 20 Prozent unter denen von Konkurrenzprodukten der gegenwärtigen Generation liegen. Die Reisegeschwindigkeit soll – wie bei der A380 – bei Mach 0,85 und die Lärmstörpegel mit voller Zuladung bei 16 EPNdB (Effective Perceived Noise level, kumulativ über drei Messpunkte) unter den Grenzen von ICAO Chapter 4 liegen.
Die A350 hat ein vereinfachtes System aus drei Tanks ohne Trimmtank. Damit ist sie nach der A300 das zweite Airbus-Widebody-Modell, bei dem die mit der A310 eingeführten Trimmtanks entfallen, um dadurch den Wartungsaufwand zu reduzieren. Um die Entzündung von Treibstoffgasen in den Tanks zu verhindern, werden die Tanks mit Schutzgas gefüllt (Inertisierung). Bei vielen technischen Details profitiert die A350 von der Entwicklung der A380. So wird zum Beispiel ein 34,5-MPa-Hochdruckhydrauliksystem mit zwei Kreisläufen eingesetzt, das von einem zweikanaligen elektrohydraulischen Reservesystem abgesichert wird.

### Rumpf

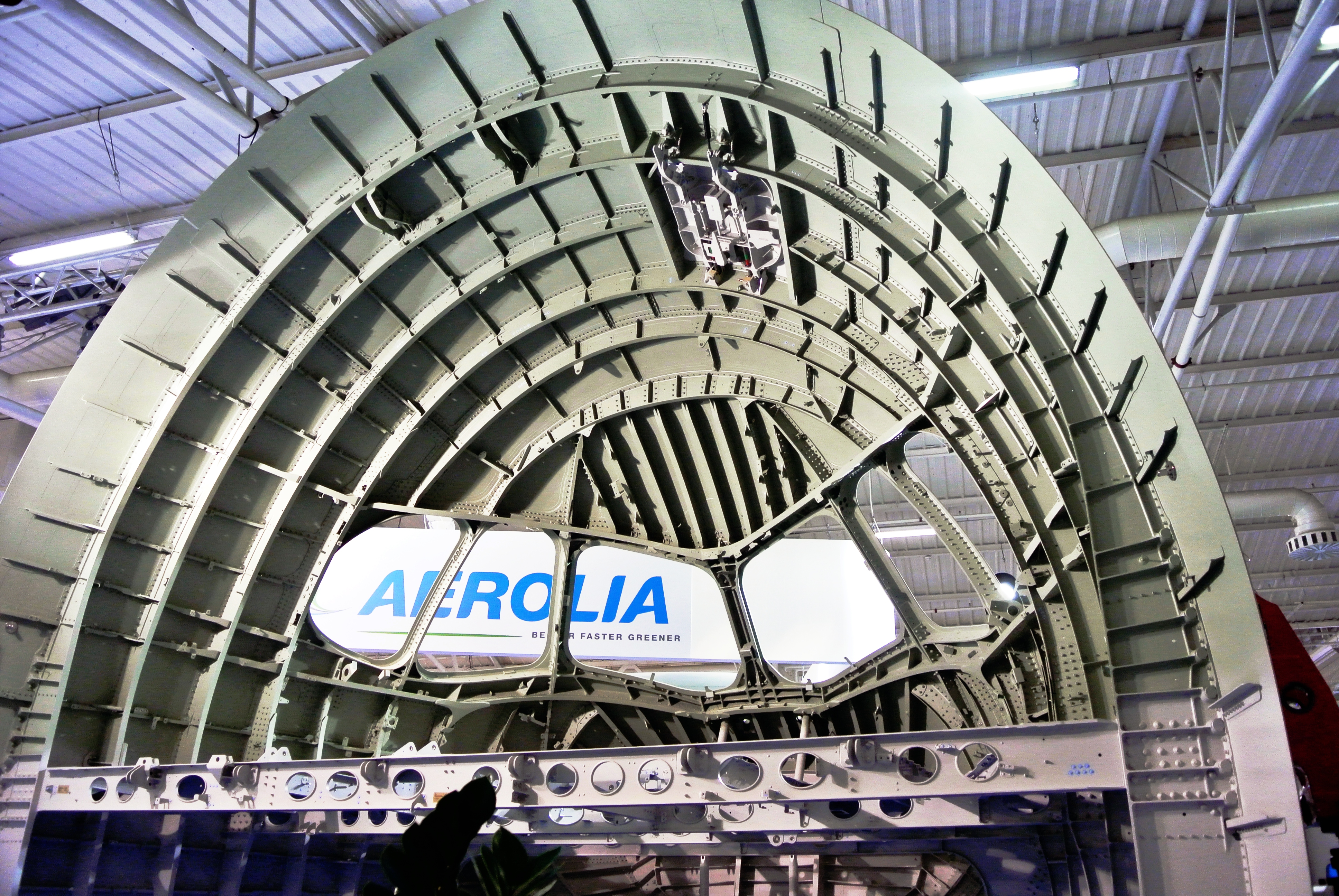
Cockpitsektion mit Notausstiegluke, Pariser Luftfahrtschau 2013

Entgegen der ursprünglichen Planung eines elliptischen Rumpfquerschnitts erhielt die A350 XWB – wie auch die Boeing 787 – einen im Querschnitt nahezu kreisrunden Rumpf, der weitestgehend aus Faserverbund-Konstruktionselementen besteht.
Während der 787-Rumpf aus mehreren hintereinander montierten CFK-Hohlzylindern besteht, besteht ein Rumpfsegment der A350 XWB aus vier untereinander mit Überlappung vernieteten CFK-Paneelen (je eins oben, unten, und an beiden Seiten), die auf Rippen aus einer Aluminium-Lithium-Legierung (Al-Li) befestigt werden. In Längsrichtung verlaufende CFK-Stringer versteifen die Paneele, ein in die Außenhaut integriertes metallisches Gewebe soll gegen Blitzschlag schützen.
Nach einem Schaden ermöglicht das eine schnelle Rumpfreparatur durch Austausch des betroffenen Segments. Aufgrund der großen Länge dieser einzelnen Segmente ist die Anzahl der zusammenzusetzenden Rumpfzylinder kleiner als beim Boeing-Konzept. Die resultierende Verringerung der zu verbindenden Strukturelemente soll zur Gewichtsreduktion beitragen und belastungsoptimierte Detailkonstruktionen vereinfachen. Ein weiterer Grund für dieses Konzept dürfte sein, dass die für die Fertigung benötigten Autoklaven kleiner ausfallen können. Anders als bei vorherigen Airbus-Langstreckenflugzeugen verjüngt sich die Passagierkabine nicht konisch im hinteren Bereich, sondern bietet eine konstante Breite.
Die A350-1000 hat einen gegenüber der Variante -900 um sieben Meter verlängerten Rumpf, der vor dem Flügel um sechs und hinter dem Flügel um fünf Spanten gestreckt wurde. Die mittlerweile zurückgestellte Version -800 wäre um sechs Spanten vor und vier hinter der Tragfläche gegenüber der A350-900 verkürzt worden.

#### Cockpit

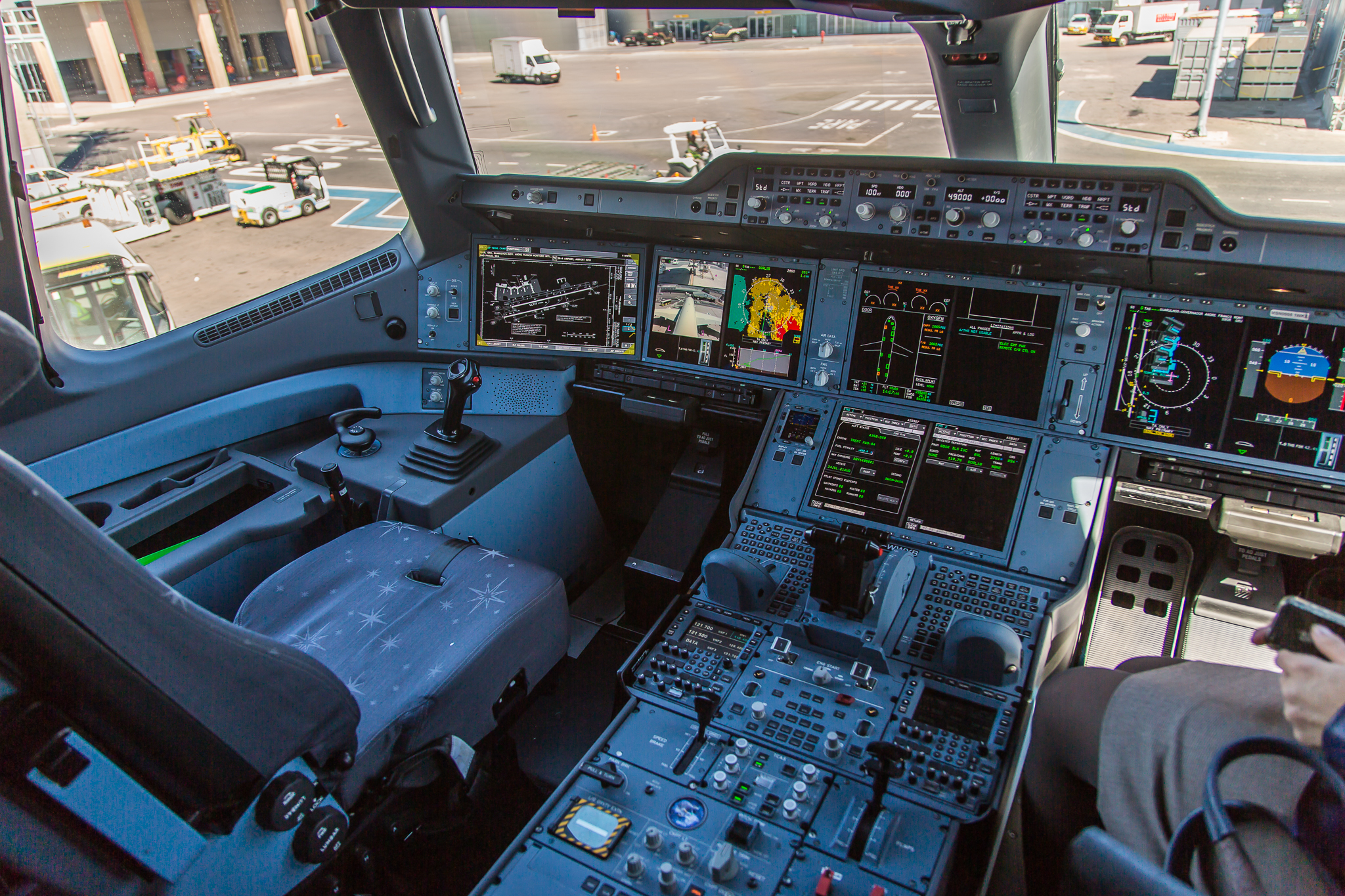
Cockpit der MSN005

Die Auslegung der Cockpitsektion nimmt Anleihen bei der A380 mit ihrem nach vorn einfahrenden Bugrad und den sechs Cockpitfenstern. Der aerodynamisch überarbeitete Bug besteht aus einer Al-Li-Legierung und damit aus bei Vogelschlag erprobtem Material. Bei Verwendung von CFK hätte der Bereich über dem Cockpit zum Schutz der Besatzung durch Titanstrukturen verstärkt werden müssen.
Das Cockpit ist als airbustypisches Zweipersonen-Glascockpit mit Sidesticks und Klapptischen mit Tastatur ausgelegt. Neu sind die auch in der A380 eingesetzten pilzförmigen Handauflagen für die Maussteuerung, zwei Headup-Displays und eine Darstellung des überflogenen Höhenprofils. Als Anzeige dienen sechs Flüssigkristallbildschirme mit 38 cm Diagonale, deren Bildschirminhalte frei gewählt werden können.

#### Kabine

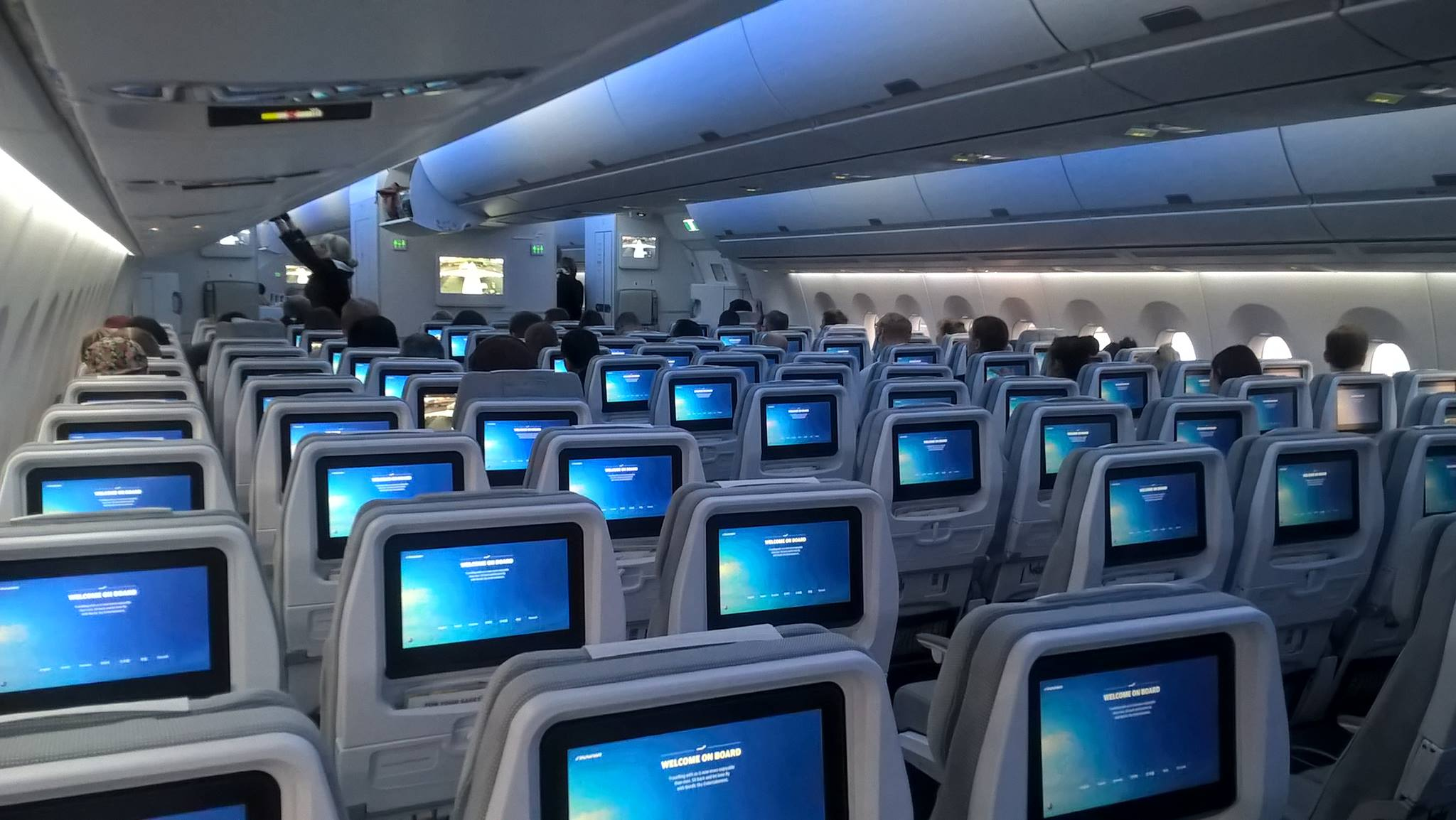
Economy Class der A350-900 der Finnair

Die Kabine der A350 hat große Fenster und geräumige, leicht erreichbare Gepäckfächer. Den Passagieren werden eine ruhige Umgebung, viel Kopffreiheit und eine zuvor bei der A340-600 eingeführte Vollfarb-Leuchtdioden-Lichttechnik geboten. Durch „Mood lighting“ kann die Kabine je nach zu simulierender Tageszeit stufenlos verschiedenfarbig beleuchtet werden, gesteuert vom Cabin Intercommunication Data System (CIDS), das von Airbus Buxtehude entwickelt und gefertigt wird.
Der Rumpf ist etwa 11 cm schmaler als bei der Boeing 777, jedoch in Augenhöhe etwa 12,5 cm breiter als der der Boeing 787 und damit bei bis zu neun Sitzen pro Reihe komfortabler. Mit zehn Sitzen in einer Reihe sind niedrigere Kosten pro Sitzplatzkilometer möglich. In der Kabine der A350 soll laut Airbus eine zirka 20 Prozent höhere Luftfeuchtigkeit als bisher üblich herrschen und der Kabinendruck etwa dem Luftdruck in einer Höhe von etwa 6.000 ft (ca. 1.800 m) entsprechen. Mit der NPS-Verbesserung wurden die Kabinen ab 2022 um 10 cm breiter und erlauben nun ebenfalls zehn Sitze in einer Reihe.
Innerhalb der Cockpitsektion liegen zwei über eine Treppe erreichbare Schlafkojen und ein Ruhesitz für Austauschpiloten auf Langstrecken. Eine weitere Crew Rest Area hinten im Rumpf oberhalb der Passagierkabine hat Platz für bis zu acht Personen der Flugzeugbesatzung.

### Tragflächen

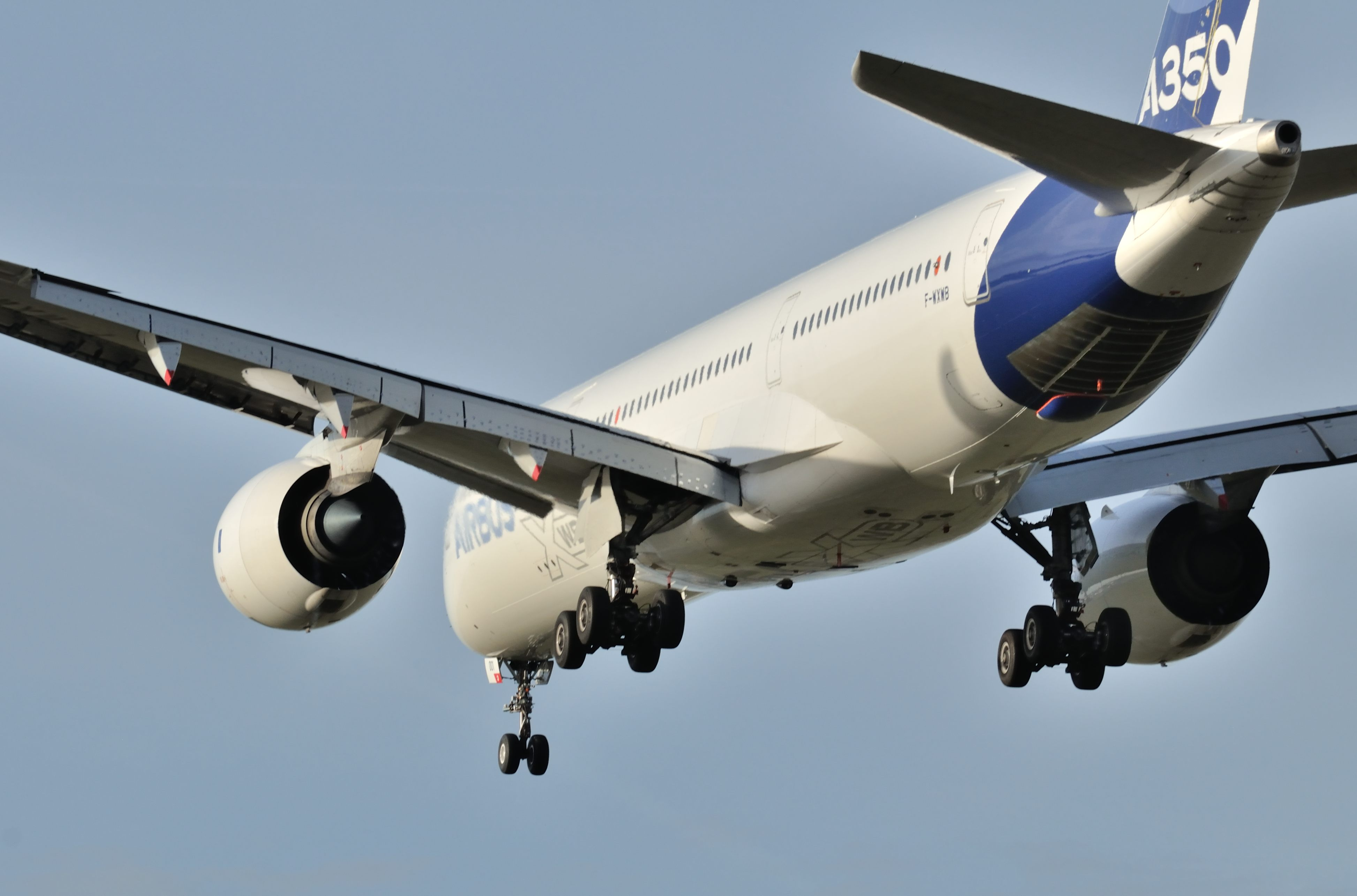
Klappen am Werksdemonstrator MSN001

Der Airbus A350 ist als Tiefdecker ausgelegt. Die Tragflächen der A350 XWB sind eine Neukonstruktion aus kohlenstofffaserverstärktem Kunststoff (CFK) und durch die hohe Pfeilung von 35 Grad (Tragflächenvorderkante: 45°) auf die Reisegeschwindigkeit von Mach 0,85 optimiert. Die Tragflächen sind 32 Meter lang und haben je Seite sieben Störklappen. Die von FACC entwickelten und gebauten zweiteiligen Flügelenden bestehen aus einer Flügelverlängerung und daran montierten nach oben und hinten gebogenen Flügelspitzen. An der Tragflächenvorderkante befinden sich im inneren Bereich zwischen Rumpf und Triebwerk spaltlose Vorflügel (sogenannte Droop Noses). Außen an den Tragflügeln sind auf jeder Seite sechs Vorflügel.
Der Antriebsstrang für alle Vorflügel wird von Liebherr-Aerospace geliefert. Dieser Antrieb basiert auf einer kombinierten hydraulisch-elektrischen Lösung („Hybrid Power Control Unit“), die für eine hohe Zuverlässigkeit und Sicherheit sorgen soll. An der Flügelhinterkante sind Einfachspaltklappen mit „Dropped-Hinge-Kinematik“. Die Klappen können auch im eingefahrenen Zustand um bis zu zwei Grad ausgeschlagen werden, um die Flügelwölbung an den aktuellen Flugzustand anzupassen. Diese Verstellung wird durch ein aktives, mit einem Elektromotor ausgestattetes Getriebe ermöglicht, das ebenso von Liebherr-Aerospace geliefert wird.
Im November 2011 wurde mit der Montage der ersten A350-Tragflächen im walisischen Broughton begonnen.

### Antrieb

#### Triebwerke
Rolls-Royce entwickelte speziell für die A350 auf Basis der aus dem RB211 hervorgegangenen Trent-Triebwerksfamilie in Zusammenarbeit mit Kawasaki das Trent XWB. Dessen Varianten decken das für den Antrieb der unterschiedlichen A350-Versionen benötigte Schubspektrum von 330 kN (Trent XWB-75) bis 430 kN (Trent XWB-97) ab. Die Triebwerke liefern Zapfluft für die Druckkabine.
Die Schubumkehr der Triebwerke wird erstmals von einem elektrischen System (von Goodrich) aktiviert.

#### Hilfstriebwerk / Energieversorgung
Als Hilfstriebwerk (APU) dient ein Honeywell HGT1700.
Für die Energieversorgung am Boden ohne diese Hilfsturbine und während des Fluges bei einem Ausfall der triebwerksseitigen Generatoren waren ursprünglich vier Lithium-Ionen-Akkumulatoren vorgesehen. Nachdem im Januar 2013 bei der Boeing 787 in zwei Fällen Akkumulatoren ähnlicher Bauart in Brand geraten und alle Maschinen dieses neuen Typs stillgelegt worden waren, setzte Airbus vorerst auf Nickel-Cadmium-Akkumulatoren, um das Programm nicht weiter zu verzögern. Im Rahmen der Zulassung wurden beide Systeme erprobt. Nach Klärung der Zulassungsanforderungen will Airbus seinen Kunden ab 2016 wieder Lithiumbatterien als Option anbieten.[veraltet]

### Fahrwerk

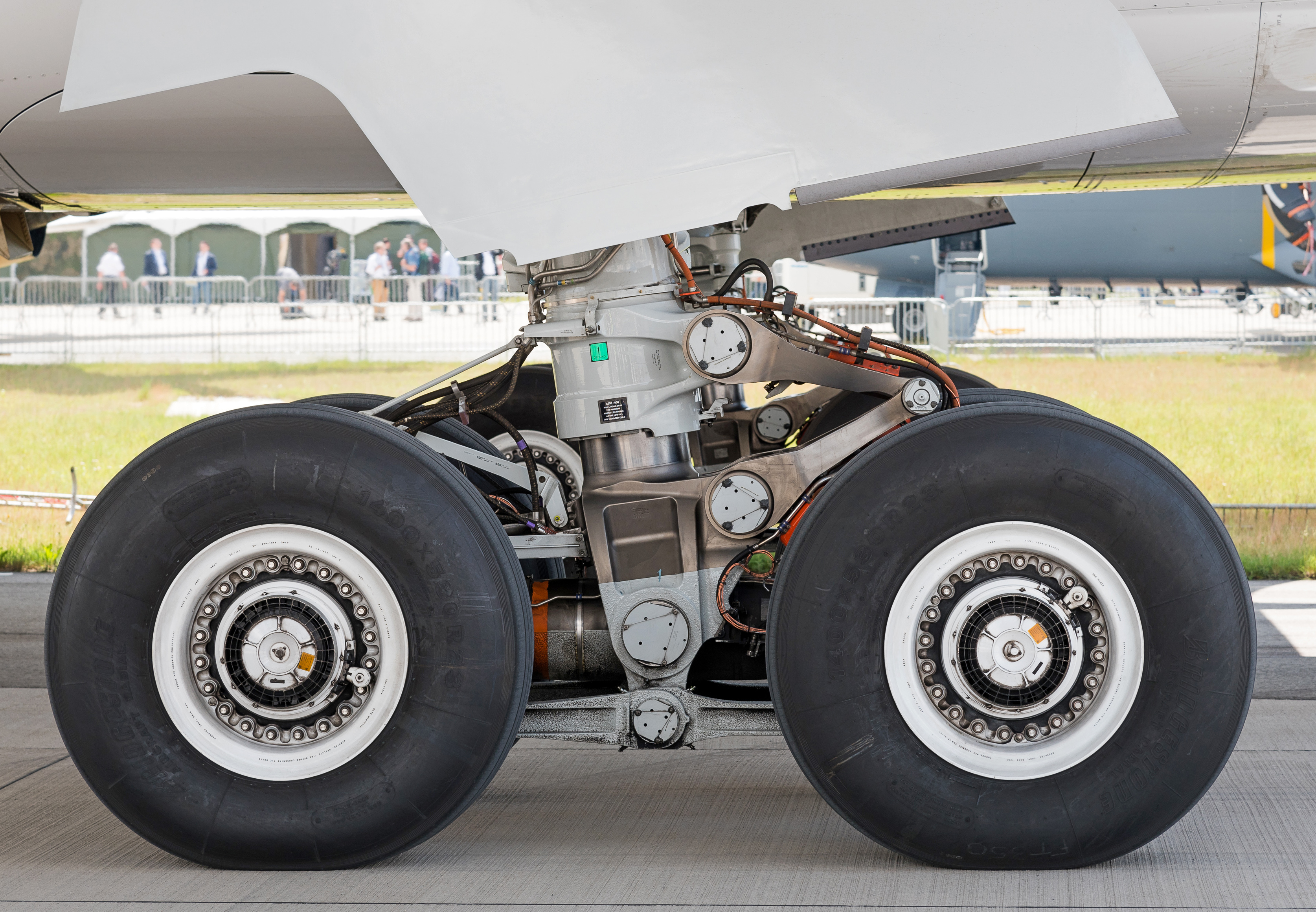
Je vierrädriges Hauptfahrwerk der A350-900

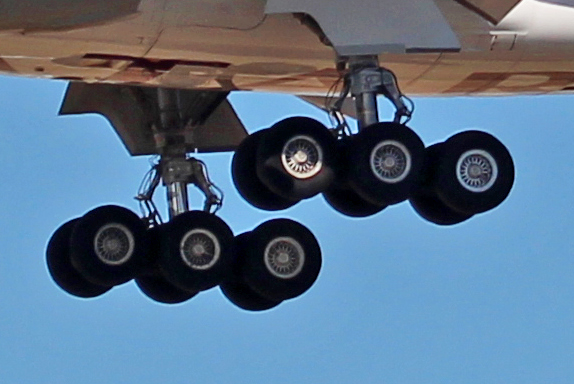
Je sechsrädriges Hauptfahrwerk der A350-1000

Das Flugzeug hat ein Fahrwerk mit zweirädrigem Bug- und bei der A350-800/-900 vier- und bei der A350-1000 sechsrädrigem Hauptfahrwerk (Die Bezeichnung für diese Anordnung lautet gemäß FAA 2D bzw. 3D).
Das konventionell gestaltete Bugfahrwerk von Liebherr-Aerospace Lindenberg mit zwei Reifen mit 1,05 m Durchmesser wird nach vorn geklappt in die Bugsektion eingezogen. Das Hauptfahrwerk von Safran Landing Systems mit insgesamt acht (zwölf bei A350-1000) 1,40 m großen Rädern wird in einem 4,1 bzw. bei der A350-1000 4,7 Meter langen Fahrwerksschacht untergebracht.
Der Einbau des Hauptfahrwerkes ist anders als bei früheren Flugzeugen von Airbus gelöst und nimmt Anleihen bei der Vickers VC10 aus den 1960er-Jahren. Das Fahrwerk wird eingeklappt statt eingezogen, was Wartung und Masse reduziert. Airbus befestigt das Hauptfahrwerk traditionell am hinteren Flügelholm. Laut Airbus würde eine solche Befestigung bei einem Kohlenstofffaserverbundflügel zu Festigkeitsproblemen führen, da die dünne Außenschale des Flügels die eingeleiteten Kräfte dort nicht aufnehmen könne. Deswegen sind die Hauptfahrwerksbeine der A350 noch weiter hinten angeordnet. Diese werden nach vorne am hinteren Flügelholm sowie nach hinten an einem zusätzlichen Ausleger befestigt, der an den Rumpf angeschlagen und in den Flügel integriert ist.

## Fertigung und Logistik
Wie bei allen Airbus-Flugzeugen werden die einzelnen Komponenten dezentral hergestellt, nur die Endmontage der A350 findet im französischen Toulouse statt. Der Transport der großformatigen Rumpfsektionen, Tragflächen und Leitwerke erfolgt im Wesentlichen durch die Airbus Beluga-Flotte.
Die von STELIA Aerospace in Méaulte gefertigte Bugsektion – Cockpit mit dahinterliegender oberer und unterer Rumpfschale inklusive Tür und Bugfahrwerksschacht – wird im Werk St. Nazaire mit der aus Hamburg-Finkenwerder kommenden Vorderrumpfsektion verbunden. Die Aufhängungen der Triebwerksgondeln und ein Abschnitt des mittleren Rumpfes werden ebenfalls in Frankreich gebaut, das Höhenleitwerk wird in Getafe (Spanien) gefertigt. Die Airbus-Standorte in Deutschland bauen den Rumpf bis auf die oben genannten Sektionen, die oberen Flügelschalen, das Seitenleitwerk und die Kabineneinrichtung. Die Tragflächen werden im Airbus-Werk Broughton, das Hauptfahrwerk bei Messier-Bugatti-Dowty in Gloucester (Großbritannien) und das Bugfahrwerk sowie Vorflügelklappen-Betätigungssystem und Komponenten für die Betätigung der Landeklappen bei Liebherr Aerospace in Lindenberg im Allgäu gefertigt. Northrop Grumman baut in Clearfield (Utah) CFK-Stringer und -Spante.
Die Fertigung von Rumpfsegmenten für die -1000 lief im Oktober 2014 bei Premium Aerotec an. Im Werk Nordenham entsteht die komplette Sektion 13/14; sie wird per Schiff nach Finkenwerder transportiert. In Augsburg werden Seitenschalen für die hintere Sektion 16/18, Kabinenboden und Druckkalotte gebaut. In Illescas (Spanien) gefertigte Flügelunterschalen werden in Broughton zur Tragfläche komplettiert, in Bremen ausgestattet und dann nach Toulouse zur Endmontage geliefert.

## Varianten

Schematische Zeichnung der Varianten des Airbus A350

Die A350 XWB wurde zunächst in drei Varianten angeboten: als A350-800, -900 und -1000, die sich im Wesentlichen in der Rumpflänge unterscheiden. Über eine weitere Streckung der A350-1000 wird nachgedacht; ein entsprechendes Programm ist allerdings noch nicht offiziell gestartet.
Mit der A350 ist ein Konkurrenzmodell zur Boeing-777-Baureihe und gleichzeitig eine mehr Passagiere fassende Alternative zur in der Fertigungstechnik ähnlichen Boeing 787 entwickelt worden. (Kapazitätsüberlappungen mit der Boeing 787 existieren nur zwischen der A350-800 und der Variante 787-9 sowie A350-900 und 787-10.)

### A350-800
Die Baureihe A350-800 (Flugzeugtypencode 358 (IATA); A358 (ICAO)) sollte etwa 280 Passagieren Platz bieten. Ursprünglich sollte diese Version konstruktiv überarbeitet eine leichtere Struktur erhalten. Auf Wunsch der Airlines entschied man sich jedoch dafür, eine zur -900 gleiche Bauweise einzusetzen, was größere Nutzlastkapazität und Reichweite auf Kosten der Wirtschaftlichkeit zur Folge hat. Airbus behält sich jedoch vor, die konstruktiv verbesserte Variante noch als Option anzubieten.
Der ursprüngliche Entwurf sah eine Reichweite von 15.400 km und ein Höchstabfluggewicht von 248 t vor, Airbus entwickelte diesen jedoch zur größeren Abgrenzung zur -900 weiter, steigerte die Reichweite auf 15.860 km und erhöhte das Höchstabfluggewicht auf 259 t. Airbus bietet diese Konzeption Kunden weiterhin als Option an.
Bei Airbus sollte dieser Typ die vierstrahlige A340-200 in der Angebotspalette ersetzen. Anfang 2014 wurde jedoch bekannt gegeben, dass Airbus die Entwicklungsarbeit an der Version 800 aufgrund des kontinuierlich sinkenden Auftragsbestandes einstellen werde. Ersetzt wird diese Version der A350 in der Airbus-Angebotspalette durch den Airbus A330-800neo.

### A350-900
Die A350-900 (IATA-Typcode; 359; ICAO-Typcode: A359) hat in Airbus’ fiktiver Drei-Klassen-Bestuhlung 325 Sitze und eine Reichweite von etwa 15.000 km. Nach Angaben von Airbus hat die -900 eine 16 % geringere Masse, 30 % weniger Kerosinverbrauch und 25 % geringere Betriebskosten als die Boeing 777-200ER. Sie wurde als Konkurrenzmodell zur Boeing 777 und zur Boeing 787 entwickelt und soll den Airbus A340-300 ersetzen. Die Fluggesellschaft French Bee orderte ihre A350-900 mit 411 Sitzen.

### A350-900ULR

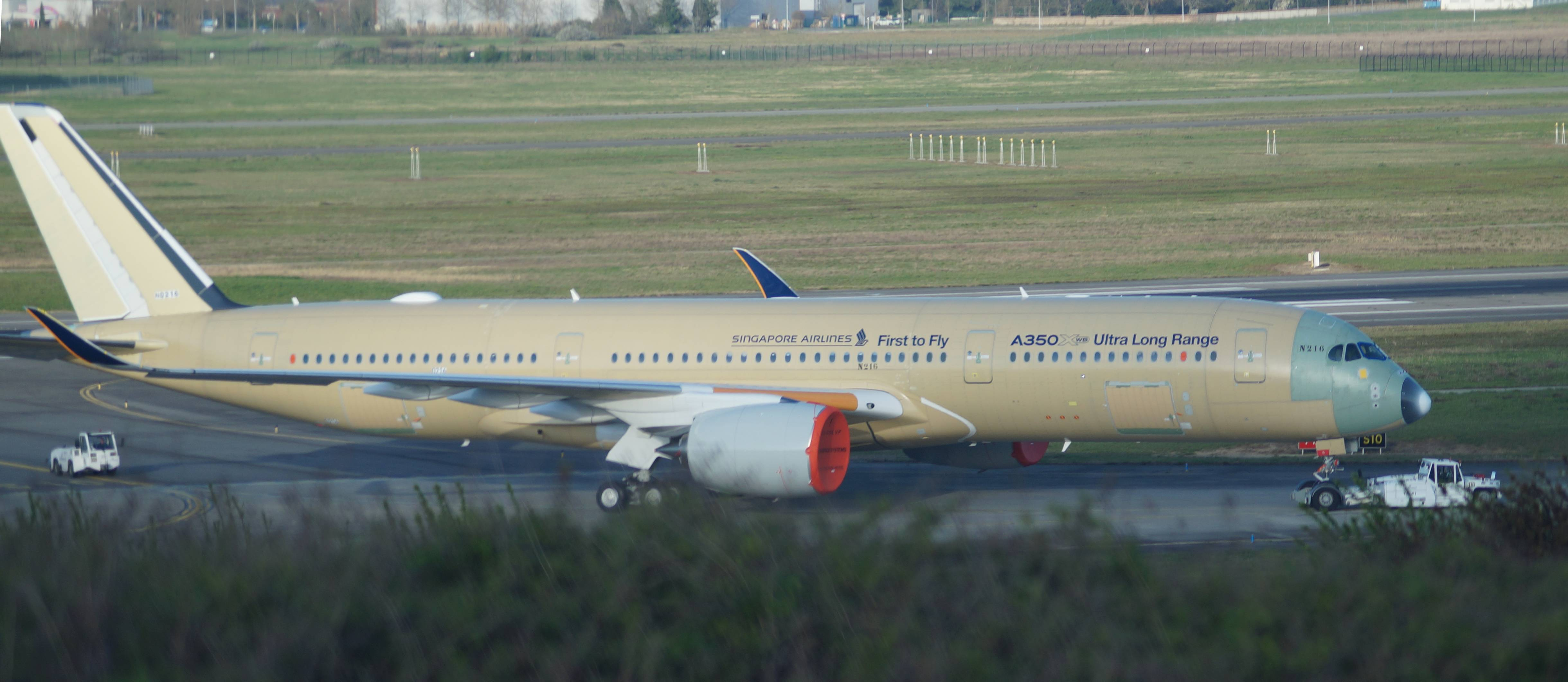
A350-900ULR, April 2018

Die Version A350-900ULR (Ultra Long Range) mit einem modifizierten Tanksystem, verlängerten Winglets und veränderten Klappenstellungen hat 17.960 Kilometer Reichweite und ist in der zweiten Jahreshälfte 2018 erstmals in Dienst gegangen. Der Erstflug des Prototyps MSN216 erfolgte am 23. April 2018. Sieben Exemplare dieses Typs wurden von Singapore Airlines bestellt. Die Flugzeuge werden auf den Strecken Singapur–Los Angeles und Singapur–New York eingesetzt. Die letztgenannte Flugstrecke ist mit einer Länge von etwa 10.400 Meilen (16.737 Kilometer) die längste kommerzielle Flugroute der Welt. Die Flugzeit wird mit bis zu 19 Stunden angegeben. Singapore Airlines hatte diese beiden Strecken mit dem Airbus A340-500 schon einmal betrieben, aber im Herbst 2013 wegen Unwirtschaftlichkeit aufgrund des zwangsläufig hohen Treibstoffverbrauchs wieder eingestellt.
Die Flugzeuge dieser Variante verfügen über ein angepasstes Treibstoffsystem (ohne Zusatztanks) zur Erhöhung der Treibstoffmengen von 141.000 Litern auf 165.000 Liter und eine erhöhte Höchstabflugmasse von 280 Tonnen sowie aerodynamische Verbesserungen. Die Maschinen können auf Betreiberwunsch zu Standardkonfigurationen einer A350-900 zurückgebaut werden.
Am 11. Oktober 2018 wurde die Ultralangstrecke Singapur–Newark wieder aufgenommen. Das erste Flugzeug der Teilflotte (MSN 220) trägt das Kennzeichen 9V-SGA.

### ACJ350-900

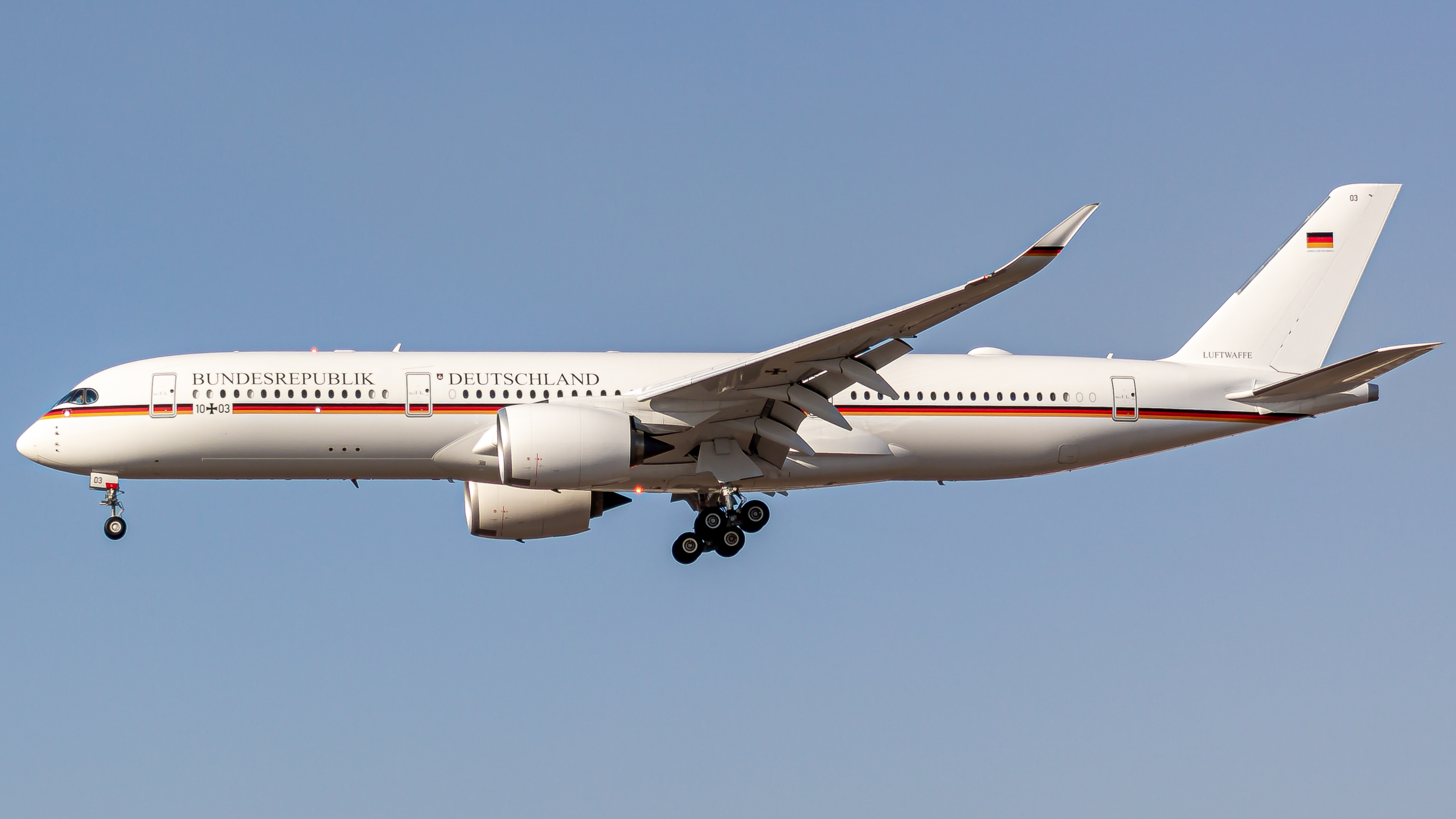
ACJ350-900 der Flugbereitschaft der Bundesrepublik Deutschland.

Die ACJ350-900 der Airbus-Corporate-Jet-Familie ist eine VIP-Version die auf der A350-900ULR basiert und für 25 Passagiere und 11.100 NM (20.557 km) oder mehr als 22 Stunden Flugzeit zertifiziert ist. Wie die ACJ350-1000 wird sie unter dem Namen ACJ350 XWB vertrieben. Die Flugbereitschaft der Bundesrepublik Deutschland hat drei Exemplare geordert und befördert damit unter anderem hochrangige Regierungsmitglieder.

### A350-1000

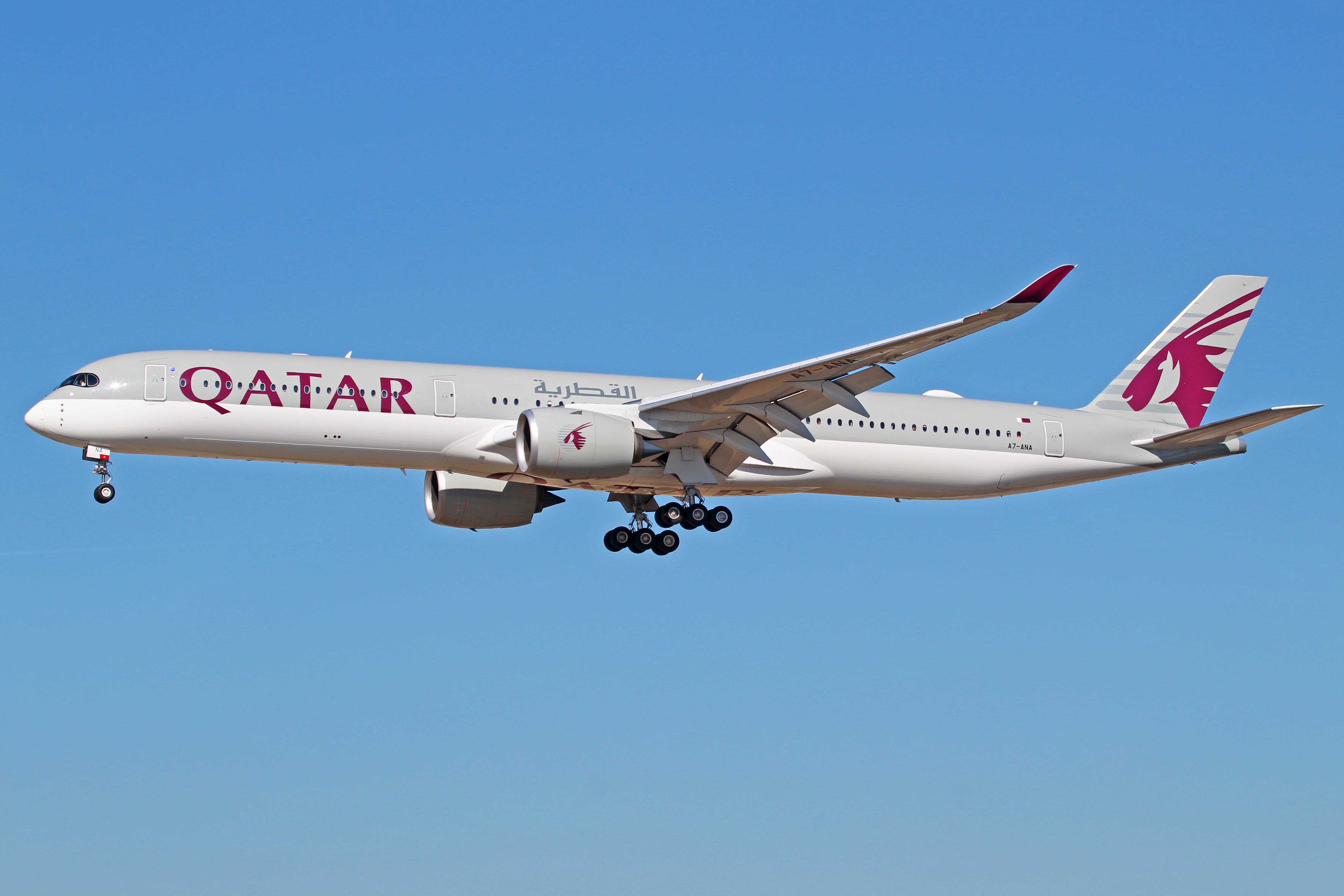
Erster ausgelieferter Airbus A350-1000 an Qatar Airways

Die Version A350-1000 (IATA-Typcode: 351; ICAO-Typcode: A35K) mit zwei um jeweils mehr als drei Meter verlängerten Rumpfsektionen, auf 316 t erhöhter Startmasse und maximaler Reichweite von 8400 NM (15.557 km) kann seit Juni 2016 bestellt werden. Ein für diese A350-Variante leistungsgesteigertes Triebwerk Trent XWB-97 wurde seit Anfang November 2015 in Toulouse an der A380 MSN001 im Flug erprobt. Im Unterschied zur -900 werden von Premium Aerotec entwickelte CFK-Türrahmen verbaut. Das Hauptfahrwerk hat beidseitig jeweils sechs Räder.
Die A350-1000 hat in einer von Airbus definierten Drei-Klassen-Konfiguration 366 Passagierplätze, soll die A340-600 ersetzen und als Konkurrenzmodell zur Boeing 777X und 777-300ER etabliert werden. Durch Anordnung von zehn Sitzen nebeneinander ist eine noch deutlich höhere Passagierkapazität möglich. Am 15. September 2008 schloss die französische Fluggesellschaft Air Caraïbes mit Airbus eine Grundsatzvereinbarung über den Kauf von drei A350-1000 für 440 Passagiere in drei Klassen ab. Airbus nennt 440 Passagiere als zulässiges Maximum für sämtliche Varianten des Typs A350.
Anfang Februar 2016 wurde mit der Endmontage der ersten A350-1000 begonnen, der Erstflug fand am 24. November 2016 statt. Im November 2017 erhielt die A350-1000-Serie die Zertifizierung, und am 20. Februar 2018 wurde das erste Flugzeug an Qatar Airways ausgeliefert.

### A350-1000ULR
Für die über 17.000 Kilometer langen Flugstrecken Melbourne-London und Sydney-London mit einer Flugzeit von über 19 Stunden hat die Fluggesellschaft Qantas Airways im Jahr 2022 12 Flugzeuge mit Zusatztanks bestellt, die auf dem A350-1000 basieren und ab 2026 die Flugstrecken ohne Zwischenstopp bedienen sollen. Sie weisen eine 4-Klassen Bestuhlung mit 238 Sitzplätzen auf, die auch 6 Kabinen und einen „Wohlfühlbereich“ umfasst.

### ACJ350-1000
Die ACJ350-1000 der Airbus-Corporate-Jet-Familie ist eine VIP-Version, die auf der A350-1000 basiert und für 25 Passagiere und 9.848 nm (18.242 km) zertifiziert ist. Wie die ACJ350-900 wird sie unter dem Namen ACJ350 XWB vertrieben.

### A350-1100
Wegen der größeren Passagierkapazität der Boeing 777-9X gegenüber der A350-1000 wird eine weitere Streckung der A350 um drei bis vier Meter diskutiert. Die als A350-1100 oder A350-2000 bezeichnete Projektvariante könnte eine Länge von 76,60 Metern besitzen und wird insbesondere vom Großkunden Singapore Airlines befürwortet. Airbus hingegen dementierte 2021 dahingehende Planungen und forciert stattdessen eine weitere Konsolidierung der bestehenden Modelle.
Die Nachfrage nach einer erhöhten Kapazität beantwortete Airbus stattdessen mit einer optimierten Nutzung des Innenraums ab 2022 (NPS-Kabinen), die sowohl die Option auf 3+4+3 Bestuhlung bringt, sowie mehr Sitzreihen erlaubt. Emirates entschied sich im November 2023 dennoch für 200 Boeing 777-9, womit sich das Marktfenster für die Entwicklung einer verlängerten A350 vorerst geschlossen hat. Für die ferne Zukunft (ab 2050) forderte Emirates im Juni 2024 allerdings die Entwicklung eines Nachfolgers, sowohl von Airbus wie auch Boeing, da die Auslastung steigt, und Emirates „in Zukunft ein Flugzeug mit 1.500 Sitzen brauchen werde“.

Auch 2023 dementierte Airbus weitere Planungen (durch Florent Massou dit Laberquere) für ein „A350-2000-Projekt“. 2025 bestätigte Airbus (durch Guillaume Faury) eine langfristige Option für eine längere und leistungsgesteigerte A350-Version. Dies liegt jedoch nach einem neuen Modell mit neuen Triebwerken in der A320-Familie (Auswahl des Triebwerks 2027, Erstflug 2037 oder 2038). Da die Produktionsanlagen der A350 voll ausgelastet sind, besteht kein Vorteil durch verbesserte Skalierung mit einer weiteren Variante.

### A350F
Die geplante Frachtversion der A350 wird um eine neuentwickelte Rumpfsektion mit Frachttor auf 70,10 Meter verlängert, erhält Rolls-Royce-Triebwerke vom Typ Trent XWB-97 und das Fahrwerk der A350-1000. Die A350F basiert auf der A350-1000, geplant ist eine Nutzlast von 111 t und ein Frachtvolumen von 695 m³. Das Höchstabfluggewicht wird bei 319 t liegen. Um einen besseren Schwerpunkt zu haben, ist der Rumpf vor den Tragflächen kürzer, und um die geplante Nutzlast zu erreichen, wird das Hauptdeck verstärkt. Der Bau des Prototyps begann im Frühling 2023, der Jungfernflug ist für 2026 und der erste kommerzielle Einsatz für 2026 geplant.
Im Februar 2025 wurde gemeldet, dass der Programmverlauf um ein Jahr verschoben wird. Als Grund wurden Probleme bei der Lieferung von Rumpfteilen angegeben.
Zu Beginn des Prototypenbaus gab es 35 Bestellungen von Air Lease Corporation, Singapore Airlines, Etihad Cargo, CMA-CGM, Air France, Martinair (KLM Cargo) und Silk Way West Airlines.

## Bestellungen und Auslieferungen
|  |

### Allgemein
Für alle Varianten der A350 liegen 1428 Bestellungen von 62 Kunden vor (Stand: 31. Juli 2025).
Erste Auslieferungen der A350-900 waren ursprünglich für Ende 2013, später für die zweite Jahreshälfte 2014 anvisiert. Die kürzere Variante -800 sollte Mitte 2016, die längere -1000 Mitte 2017 erstmals das Werk verlassen. Nach mehreren Verschiebungen infolge Fertigungsproblemen bei den Tragflächen wurde schließlich am 18. Dezember 2014 als erste Maschine eine A350-900 (MSN006) an Qatar Airways ausgeliefert.
Als erster Kunde hatte am 21. Dezember 2004 die spanische Fluggesellschaft Air Europa eine Absichtserklärung über zehn A350-800 unterzeichnet. Qatar Airways brachte auf der Pariser Luftfahrtschau 2005 Pläne zum Kauf von bis zu 60 Maschinen der Varianten -800 und -900 zur Sprache. Nach Spekulationen über ein Abrücken von diesem Vorhaben aufgrund der durch den A350-Neuentwurf verzögerten Indienststellung des Flugzeugs folgte am 15. März 2007 die Bekanntgabe der Beschaffung von insgesamt 80 A350 (je 20 A350-800 und -1000 sowie 40 A350-900) ab 2013. Eine entsprechende Grundsatzvereinbarung wurde am 30. Mai 2007 unterzeichnet, der Kaufvertrag folgte am 18. Juni 2007.
Die am 17. Juli 2006 – bei Ankündigung des als „A350 XWB“ neu gestarteten Entwicklungsprogramms – für die ursprüngliche A350 vorliegenden 182 festen Bestellungen und Kaufabsichtserklärungen erfuhren durch die Fluggesellschaften nur geringfügige Änderungen. Noch am gleichen Tag gab die Leasinggesellschaft ILFC bekannt, dass man mit dem Neuentwurf zufrieden sei und die ursprüngliche Bestellung nicht stornieren werde. Lediglich über den Preis werde man noch einmal verhandeln. Weitere bisherige A350-Kunden äußerten sich ähnlich.
Singapore Airlines gab am 21. Juli 2006 noch während der Luftfahrtmesse in Farnborough bekannt, dass man 20 A350 XWB der Version -900 plus 20 Optionen bestellen werde. Damit war dies der erste neue Kunde sowie die erste Airline, die sowohl die Boeing 787 als auch die A350 bestellt hatte. Der Kaufvertrag wurde im Juni 2007 unterzeichnet.
Der erste feste Auftrag für die A350 XWB wurde Ende Dezember 2006 mit der US-Leasingfirma Pegasus über zwei Maschinen abgeschlossen und Anfang Januar 2007 bekanntgegeben. Finnair ist der erste Kunde, der seine Bestellung des ursprünglichen A350-Entwurfs am 8. März 2007 in eine Bestellung für die A350 XWB umwandelte. Gleichzeitig erfolgte eine Aufstockung um zwei auf insgesamt elf Maschinen und am 3. Dezember 2014 um weitere acht A350-900. Insgesamt hat Finnair somit 19 Maschinen bestellt.
Die Bestellung von Emirates vom 11. November 2007 über 50 Airbus A350-900 und 20 A350-1000 wurde im Juni 2014 nach Diskussionen der Airline mit Airbus über deren Flottenerneuerung storniert.
Im Juli 2017 stornierte Qatar Airways vier A350.
Am 26. Juli 2017 wurde mit einer A350-900 an China Airlines der 100. Airbus A350 ausgeliefert.
Im Februar 2019 gab Emirates bekannt, einen Vorvertrag über 30 A350-900 abgeschlossen zu haben. Zur Dubai Air Show 2019 bestellte die Fluggesellschaft 50 A350-900.
Im April 2019 wurde bekannt, dass die Bundesrepublik Deutschland als Ersatzbeschaffung drei A350-900-Maschinen im Wert von 640 Millionen Euro beschaffen wird. Die erste Maschine sollte im Juni 2020 von der Flugbereitschaft der deutschen Bundeswehr übernommen werden. Bestellt wurden die Maschinen von Lufthansa Technik. Im August 2020 wurde eine Maschine unter dem Namen Kurt Schumacher der Flugbereitschaft der Bundeswehr übergeben. Zwei weitere Maschinen tragen den Namen Konrad Adenauer und Theodor Heuss.
Qantas Airways bestellt 2022 für sein Projekt Sunrise 12 A350-1000ULR. Diese werden ab Ende 2025 bis 2028 ausgeliefert. Sie sollen für Langstreckenflüge (Sydney / Melbourne – New York / London) eingesetzt werden. Zusammen mit je 20 A321XLR und A220-300 werden damit Boeing-Flugzeuge ersetzt.
Im Dezember 2022 bestellte die Swiss International Air Lines fünf A350-900. Ab 2025 sollen die neuen Maschinen die A340-300 ablösen.

### Rechtsstreit mit Qatar Airways wegen Beschichtungsfehlern
Nach über einem Jahr Konsultationen zwischen Qatar Airways und Airbus wegen Beschichtungsproblemen in Form von abblätterndem Lack an den Außenoberflächen reichte Qatar Airways im Dezember 2021 Klage gegen Airbus ein. Qatar Airways fordert vor Gericht mehr als 600 Millionen Dollar Schadensersatz von Airbus, weil wegen der Außenhautprobleme – so die Behauptung von Qatar Airways – die Flugsicherheit gefährdet sei und sie deswegen 22 Maschinen nicht betreiben könne. Qatar Airways forderte daher auch weitere vier Millionen Dollar für jeden Tag, an denen die Flugzeuge am Boden blieben. In der Klage sind außerdem Beanstandungen wegen Korrosionsschäden am Blitzschutzsystem der Flugzeuge inbegriffen. Laut Airbus sind die Probleme nicht sicherheitsrelevant. Der Flugzeughersteller verweist auf die Europäische Agentur für Flugsicherheit, die dasselbe erklärte. Im Januar 2022 stornierte Airbus eine Bestellung von Qatar Airways über 50 Maschinen des Typs A321neo mit einem Bestellwert von mehr als sechs Milliarden Dollar. Der Flugzeugbauer gab an, dass Qatar Airways Vertragsbruch begangen habe. Daraufhin veröffentlichte Qatar Airways noch im selben Monat Videoaufnahmen der Lackschäden. Der High Court in London entschied zugunsten von Airbus, dass es rechtens war, den Auftrag über 50 A321neo zu stornieren. Qatar Airways muss einen Großteil der Anwaltskosten bezahlen.

### Listenpreise

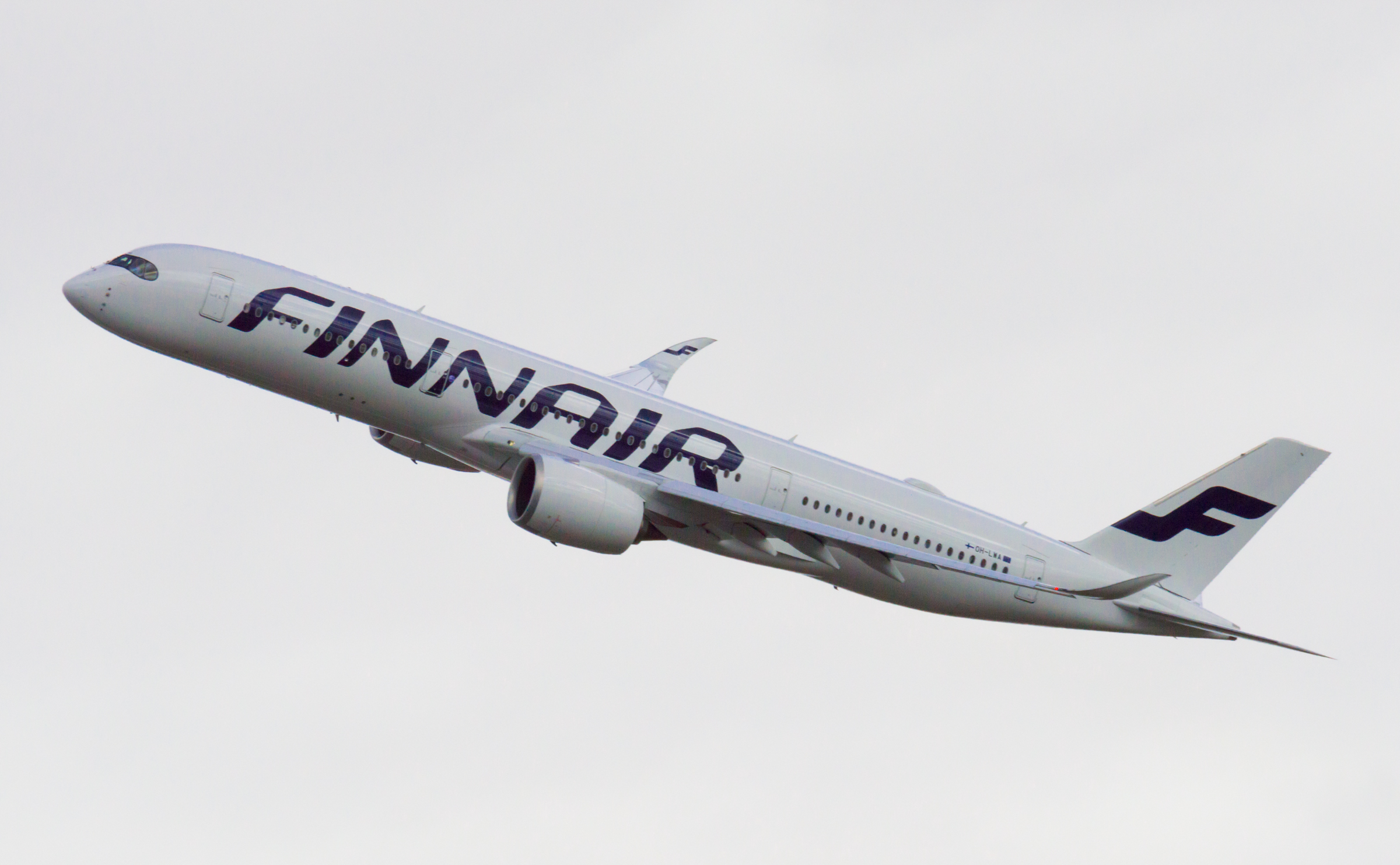
MSN018 am 7. Oktober 2015 über Toulouse vor dem Auslieferungsflug an Finnair als erste europäische Fluggesellschaft

| Jahr | A350-800    | A350-900    | A350-1000   |
| ---- | ----------- | ----------- | ----------- |
| 2008 | 205,9–211,5 | 238,2–242,9 | 267,0–272,2 |
| 2010 | 225,2       | 254,5       | 285,2       |
| 2012 | 245,5       | 277,7       | 320,6       |
| 2014 | 260,9       | 295,2       | 340,7       |
| 2015 | 269,5       | 304,8       | 351,9       |
| 2016 | 272,4       | 308,1       | 355,7       |
| 2017 | 275,1       | 311,2       | 359,3       |
| 2018 | 280,6       | 317,4       | 366,5       |

### Tabelle der Festbestellungen und Auslieferungen
Aufgeführt sind die in den Airbus-Orderbüchern geführten Festbestellungen (31. Juli 2025) ohne Berücksichtigung von Absichtserklärungen. Die Auslieferungsdaten beziehen sich auf planespotters.net.
| Fluggesellschaft           | A350-900 | A350-1000 | A350F | gesamt | davon geliefert | Erstauslieferung                                  |
| -------------------------- | -------- | --------- | ----- | ------ | --------------- | ------------------------------------------------- |
| AerCap 1                   | 020      | 000       | 000   | 020    | 020 2           | 30. Juni 2015                                     |
| Aeroflot                   | 016      | 000       | 000   | 016    | 007             | 28. Februar 2020                                  |
| Afriqiyah Airways          | 010      | 000       | 000   | 010    | 000             | 00000                                             |
| Aircalin                   | 02       | 000       | 000   | 02     | 000             | 00000                                             |
| Air Caraïbes               | 000      | 004       | 000   | 004    | 004 + (3)       | 28. Februar 2017 (+3 A350-900 geleast von AerCap) |
| Air China                  | 030      | 000       | 000   | 030    | 0030            | 8. August 2018                                    |
| Air France-KLM             | 085      | 003       | 004   | 092    | 0036 + (3)      | 27. September 2019                                |
| Air India                  | 0025     | 0025      | 000   | 050    | 006             | 00000                                             |
| Air Lease Corporation      | 018      | 008       | 000   | 026    | 0026            | 29. November 2017                                 |
| Air Mauritius              | 005      | 000       | 000   | 005    | 002 + (2)       | 20. Oktober 2017 (+2 A350-900 geleast von AerCap) |
| Alafco 1                   | 012      | 000       | 000   | 012    | 0012            | 31. August 2017                                   |
| Asiana                     | 030      | 000       | 000   | 030    | 0015            | 25. April 2017                                    |
| Avilease                   | 0        | 000       | 0010  | 010    | 000             |                                                   |
| BOC Aviation 1             | 002      | 000       | 000   | 002    | 002             | 00000                                             |
| British Airways            | 000      | 024       | 000   | 024    | 0018            | 3. Juli 2019                                      |
| Cathay Pacific Airways     | 028      | 018       | 006   | 052    | 0046 + (2)      | 28. Mai 2016 (geleast von AerCap)                 |
| China Airlines             | 014      | 0010      | 000   | 024    | 0014 + (1)      | 30. September 2016                                |
| China Eastern Airlines     | 020      | 000       | 000   | 020    | 020             | 29. November 2018                                 |
| China Southern Airlines    | 020      | 000       | 000   | 020    | 020             | 28. Juni 2019                                     |
| CIT Leasing 1              | 007      | 000       | 000   | 007    | 007 2           | 19. September 2015                                |
| CMA CGM                    | 000      | 000       | 008   | 008    | 000             | [ 185 ]                                           |
| DAE Capital 1              | 002      | 000       | 000   | 002    | 002             |                                                   |
| Delta Airlines             | 035      | 0020      | 000   | 055    | 0029 + (9)      | 13. Juli 2017                                     |
| Egypt Air                  | 016      | 000       | 000   | 016    | 000             | 00000                                             |
| Emirates                   | 065      | 000       | 000   | 065    | 008             | 00000Frühjahr 2024                                |
| Ethiopian Airlines         | 029      | 004       | 000   | 033    | 021 + (2)       | 20. September 2017 (geleast von AerCap)           |
| Etihad Airways             | 000      | 020       | 007   | 027    | 007             | 29. Juli 2019                                     |
| Eva Air                    | 0        | 0024      | 000   | 024    | 000             | vsl. 2026                                         |
| Finnair                    | 019      | 000       | 000   | 019    | 0018            | 7. Oktober 2015                                   |
| Groupe Dubreuil 3          | 001      | 000       | 000   | 001    | 001             | 30. Juni 2017                                     |
| Hong Kong Airlines         | 003      | 000       | 000   | 003    | 003             | 31. August 2017                                   |
| Iberia                     | 029      | 000       | 000   | 029    | 021 + (2)       | 26. Juni 2018                                     |
| IndiGo                     | 030      | 000       | 000   | 030    | 0               |                                                   |
| Japan Airlines             | 039      | 013       | 000   | 052    | 026             | 13. Juni 2019                                     |
| Korean Air                 | 006      | 0027      | 000   | 0033   | 002             |                                                   |
| Kuwait Airways             | 002      | 000       | 000   | 002    | 000             |                                                   |
| LATAM Airlines Group       | 013      | 000       | 000   | 013    | 0013            | 17. Dezember 2015 (geleast von AerCap)            |
| Libyan Airlines            | 006      | 000       | 000   | 006    | 000             | 00000                                             |
| Lufthansa                  | 050      | 0015      | 000   | 0065   | 0027 + (4)      | 21. Dezember 2016                                 |
| Luftwaffe                  | 003      | 000       | 000   | 003    | 003             | 8. Januar 2021                                    |
| Martinair                  | 000      | 000       | 003   | 003    | 000             |                                                   |
| Philippine Airlines        | 006      | 009       | 000   | 0015   | 006             | 14. Juli 2018                                     |
| Qantas Airways             | 0        | 024       | 000   | 024    | 000             |                                                   |
| Qatar Airways              | 034      | 042       | 000   | 076    | 0058            | 22. Dezember 2014                                 |
| Riyadh Air                 | 0        | 025       | 000   | 025    | 000             |                                                   |
| Scandinavian Airlines      | 008      | 000       | 000   | 008    | 006             | 28. November 2019 (geleast von AerCap)            |
| Sichuan Airlines           | 010      | 000       | 000   | 010    | 007 + (2)       | 8. August 2018 (geleast von AerCap)               |
| Silk Way West Airlines     | 0        | 000       | 002   | 02     | 000             |                                                   |
| Singapore Airlines         | 065      | 000       | 007   | 072    | 0065            | 2. März 2016                                      |
| SriLankan Airlines         | 004      | 000       | 000   | 004    | 000             | 00000                                             |
| Starlux Airlines           | 009      | 0018      | 0010  | 037    | 009 + (1)       | 00000vsl. 2021                                    |
| Thai Airways International | 004      | 000       | 000   | 004    | 004 + (18)      | 30. August 2016 (geleast von ALAFCO und CIT)      |
| Turkish Airlines           | 090      | 0015      | 005   | 0110   | 0029            | 00000vsl. März 2020                               |
| United Airlines            | 0045     | 000       | 000   | 045    | 000             | 00000vsl. 2027                                    |
| Vietnam Airlines           | 010      | 000       | 000   | 010    | 0010 + (4)      | 30. Juni 2015 (geleast von AerCap und CIT)        |
| Virgin Atlantic Airways    | 000      | 006       | 000   | 006    | 006 + (6)       | 9. August 2019                                    |
| Yemenia                    | 010      | 000       | 000   | 010    | 000             | 00000                                             |
| Privatkunden 2             | 008      | 000       | 000   | 008    | 004             | 00000                                             |
| Unbekannte Bestellungen    | 015      | 000       | 003   | 018    | 000 + (3)       | 00000                                             |
| Gesamt                     | 1009     | 354       | 65    | 1428   | 669             |                                                   |

### Diagramm der Bestellungen und Auslieferungen
Stand: 31. Juli 2025

## Zwischenfall
- Am 2. Januar 2024 kollidierte ein Airbus A350-941 der Japan Airlines (Luftfahrzeugkennzeichen JA13XJ) bei der Landung auf dem Flughafen Tokio-Haneda mit einer Bombardier DHC-8-315Q der japanischen Küstenwache und brannte in der Folge weitgehend aus. Das Bugfahrwerk kollabierte bei der Kollision und beide Triebwerke fingen Feuer, während das Flugzeug zum Stillstand kam. Der A350 wurde durch das Feuer vollständig zerstört, jedoch konnten alle Personen an Bord rechtzeitig evakuiert werden. Es handelt sich hierbei um den ersten Totalverlust eines Airbus A350 (siehe auch Flugzeugkollision von Tokio-Haneda 2024).[204]

## Technische Daten
| Kenngröße                           | A350-800                                               | A350-900                                               | A350-900ULR                                            | A350F                                                          | A350-1000                                              |
| ----------------------------------- | ------------------------------------------------------ | ------------------------------------------------------ | ------------------------------------------------------ | -------------------------------------------------------------- | ------------------------------------------------------ |
| Erstflug                            | k. A.                                                  | 14. Juni 2013                                          | 23. April 2018                                         | k. A.                                                          | 24. November 2016                                      |
| Indienststellung                    | k. A.                                                  | 22. Dezember 2014                                      | 11. Oktober 2018                                       | k. A.                                                          | 26. Februar 2018                                       |
| Länge                               | 60,60 m                                                | 66,80 m                                                | 66,80 m                                                | 70,41 m                                                        | 73,79 m                                                |
| Flügelspannweite                    | 64,75 m                                                | 64,75 m                                                | 64,75 m                                                | 64,75 m                                                        | 64,75 m                                                |
| Höhenleitwerkspannweite             | 18,79 m                                                | 18,79 m                                                | 18,79 m                                                | 18,79 m                                                        | 18,79 m                                                |
| Höhe                                | 17,05–17,39 m (abhängig von Masse und Schwerpunktlage) | 17,05–17,39 m (abhängig von Masse und Schwerpunktlage) | 17,05–17,39 m (abhängig von Masse und Schwerpunktlage) | 17,05–17,39 m (abhängig von Masse und Schwerpunktlage)         | 17,05–17,39 m (abhängig von Masse und Schwerpunktlage) |
| Rumpfbreite                         | 5,96 m                                                 | 5,96 m                                                 | 5,96 m                                                 | 5,96 m                                                         | 5,96 m                                                 |
| Rumpfhöhe                           | 6,09 m                                                 | 6,09 m                                                 | 6,09 m                                                 | 6,09 m                                                         | 6,09 m                                                 |
| max. Kabinenbreite                  | 5,61 m / 5,71 m (NPS ab 2022)                          | 5,61 m / 5,71 m (NPS ab 2022)                          | 5,61 m / 5,71 m (NPS ab 2022)                          | 5,61 m / 5,71 m (NPS ab 2022)                                  | 5,61 m / 5,71 m (NPS ab 2022)                          |
| Flügelfläche                        | k. A.                                                  | 354 m²                                                 | k. A.                                                  | k. A.                                                          | 370 m²                                                 |
| Flügelpfeilung (t/4-Linie)          | am Rumpf: 31,9°, in Tragflächenmitte: 35°              | am Rumpf: 31,9°, in Tragflächenmitte: 35°              | am Rumpf: 31,9°, in Tragflächenmitte: 35°              | am Rumpf: 31,9°, in Tragflächenmitte: 35°                      | am Rumpf: 31,9°, in Tragflächenmitte: 35°              |
| Leermasse                           | k. A.                                                  | 115,7 t                                                | k. A.                                                  | k. A.                                                          | 156 t                                                  |
| max. Startmasse                     | 259 t (Option 248 t)                                   | 283 t                                                  | 280 t                                                  | 319 t                                                          | 319 t                                                  |
| max. Landemasse                     | 182,5 t                                                | 207 t                                                  | 205 t                                                  | 250 t                                                          | 236 t                                                  |
| Treibstoffkapazität                 | 129.000 l                                              | 141.000 l                                              | 165.000 l                                              | 158.790 l                                                      | 159.000 l                                              |
| Radstand                            | 24,86 m                                                | 28,67 m                                                | 28,64 m                                                | k. A.                                                          | 32,48 m                                                |
| Spurweite                           | 10,60 m                                                | 10,60 m                                                | 10,60 m                                                | 10,60 m                                                        | 10,73 m                                                |
| Passagierkapazität (3 Klassen)      | 280                                                    | 300–350 (max. 440)                                     | 300–350 (max. 440)                                     | 0                                                              | 350-400 (max. 480)                                     |
| max. Frachtkapazität                | 28 LD3 oder 9 LD7-Paletten                             | 36 LD3 oder 11 LD7-Paletten                            | 36 LD3 oder 11 LD7-Paletten                            | 111 t mit 42 LD7-Paletten oder 30 Hauptdeckcontainern + 40 LD3 | 44 LD3 oder 14 LD7-Paletten                            |
| Triebwerkstypen                     | 2 × Mantelstromtriebwerk Rolls-Royce Trent XWB *       | 2 × Mantelstromtriebwerk Rolls-Royce Trent XWB *       | 2 × Mantelstromtriebwerk Rolls-Royce Trent XWB *       | 2 × Mantelstromtriebwerk Rolls-Royce Trent XWB *               | 2 × Mantelstromtriebwerk Rolls-Royce Trent XWB *       |
| Schubkraft                          | 2 × 351,5 kN (Option 2 × 330,5 kN)                     | 2 × 374,5 kN                                           | 2 × 431,5 kN                                           | 2 × 431,5 kN                                                   | 2 × 431,5 kN                                           |
| Höchstgeschwindigkeit               | Mach 0,89 (ca. 960 km/h auf 11.000 m Flughöhe)         | Mach 0,89 (ca. 960 km/h auf 11.000 m Flughöhe)         | Mach 0,89 (ca. 960 km/h auf 11.000 m Flughöhe)         | Mach 0,89 (ca. 960 km/h auf 11.000 m Flughöhe)                 | Mach 0,89 (ca. 960 km/h auf 11.000 m Flughöhe)         |
| Reisegeschwindigkeit                | Mach 0,85 (ca. 910 km/h auf 11.000 m Reiseflughöhe)    | Mach 0,85 (ca. 910 km/h auf 11.000 m Reiseflughöhe)    | Mach 0,85 (ca. 910 km/h auf 11.000 m Reiseflughöhe)    | Mach 0,85 (ca. 910 km/h auf 11.000 m Reiseflughöhe)            | Mach 0,85 (ca. 910 km/h auf 11.000 m Reiseflughöhe)    |
| Reichweite (mit typ. Passagierzahl) | 15.860 km (Option 15.400 km)                           | 15.000 km                                              | etwa 17.960 km                                         | über 8.700 km                                                  | 16.112 km                                              |
| Dienstgipfelhöhe                    |                                                        | 43.100 ft (13.100 m)                                   | 43.100 ft (13.100 m)                                   |                                                                | 12.600 m                                               |